# Saison 2019-2020 du FC Lorient
Maillots
Chronologie
Saison précédente Saison suivante
La saison 2019-2020 du FC Lorient est la 26e saison du club en Ligue 2, la 3e consécutive. Elle voit le club s'engager dans trois compétitions que sont la Ligue 2, la Coupe de France, et la Coupe de la Ligue. Elle est marquée par la suspension puis l'arrêt du championnat de Ligue 2 à compter du 13 mars 2020 en raison de la pandémie de Covid-19 qui sévit en France et dans le monde.
A la fin de cette saison tronquée (seulement 28 journées disputées), la LFP choisit de départager les équipes selon le classement figé à la 28e journée, plaçant le FC Lorient à la première place, tout en actant le principe de deux montées et deux descentes entre la Ligue 1 et la Ligue 2. Le FCL est donc sacré champion de Ligue 2 pour la saison 2019-2020 et est promu en Ligue 1 Uber Eats pour la saison 2020-2021.

## Effectif professionnel
| Joueurs prêtés |    |                             |                   |                     |                |                      |  |
| \| N° \| P. \| Nat. \| Nom \| Date de naissance \| Sélection \| Club en prêt \| \| \| - \| G \| \| Illan Meslier \| 02/03/2000 (25 ans) \| France -20 ans \| Leeds United \| \| \| - \| D \| \| Mamadou Kamissoko \| 15/04/1993 (31 ans) \| – \| Pau \| \| \| - \| D \| \| Wilfried Ebane \| 26/04/1992 (32 ans) \| Gabon \| Dunkerque \| \| \| - \| M \| \| Malcom Edjouma \| 08/10/1996 (28 ans) \| Maroc A' \| Red Star \| \| \| - \| A \| \| Moussa Guel \| 23/06/1999 (25 ans) \| – \| US Quevilly-Rouen M. \| \| \| - \| A \| \| Gaëtan Courtet \| 22/02/1989 (36 ans) \| – \| AC Ajaccio \| \| \| 999 \| A \| \| Mohamed Mara \| 12/12/1996 (28 ans) \| – \| Paris FC \| \| |    |                             |                   |                     |                |                      |  |
| N° | P. | Nat.                        | Nom               | Date de naissance   | Sélection      | Club en prêt         |  |
| - | G  | Drapeau de la France        | Illan Meslier     | 02/03/2000 (25 ans) | France -20 ans | Leeds United         |  |
| - | D  | Drapeau de la France        | Mamadou Kamissoko | 15/04/1993 (31 ans) | –              | Pau                  |  |
| - | D  | Drapeau du Gabon            | Wilfried Ebane    | 26/04/1992 (32 ans) | Gabon          | Dunkerque            |  |
| - | M  | Drapeau du Maroc            | Malcom Edjouma    | 08/10/1996 (28 ans) | Maroc A'       | Red Star             |  |
| - | A  | Drapeau de la Côte d'Ivoire | Moussa Guel       | 23/06/1999 (25 ans) | –              | US Quevilly-Rouen M. |  |
| - | A  | Drapeau de la France        | Gaëtan Courtet    | 22/02/1989 (36 ans) | –              | AC Ajaccio           |  |
| 999 | A  | Drapeau de la Guinée        | Mohamed Mara      | 12/12/1996 (28 ans) | –              | Paris FC             |  |

| N°  | P. | Nat.                        | Nom               | Date de naissance   | Sélection      | Club en prêt         |  |
| -   | G  | Drapeau de la France        | Illan Meslier     | 02/03/2000 (25 ans) | France -20 ans | Leeds United         |  |
| -   | D  | Drapeau de la France        | Mamadou Kamissoko | 15/04/1993 (31 ans) | –              | Pau                  |  |
| -   | D  | Drapeau du Gabon            | Wilfried Ebane    | 26/04/1992 (32 ans) | Gabon          | Dunkerque            |  |
| -   | M  | Drapeau du Maroc            | Malcom Edjouma    | 08/10/1996 (28 ans) | Maroc A'       | Red Star             |  |
| -   | A  | Drapeau de la Côte d'Ivoire | Moussa Guel       | 23/06/1999 (25 ans) | –              | US Quevilly-Rouen M. |  |
| -   | A  | Drapeau de la France        | Gaëtan Courtet    | 22/02/1989 (36 ans) | –              | AC Ajaccio           |  |
| 999 | A  | Drapeau de la Guinée        | Mohamed Mara      | 12/12/1996 (28 ans) | –              | Paris FC             |  |

## Transferts

### Mercato d'hiver
Un seul mouvement est à observer pour ce mercato hivernal : Malcom Edjouma, alors en prêt au FC Chambly-Oise, résilie son contrat d'un commun accord avec le FCL et met fin à son prêt dans le club isarien.

## Avant-saison

### Contexte d'avant-saison
Après avoir une seconde fois échoué de peu à accrocher le top 5, le temps est à la réaction pour le club morbihannais. Le lendemain de la 38ème journée, le club annonce que Mickaël Landreau quitte ses fonctions d'entraîneur. C'est donc avec un nouveau coach que le FCL commence cette saison 2019-2020 de Ligue 2. En effet, l'ancien gardien est remplacé par Christophe Pélissier, ancien entraîneur d'Amiens et de Luzenac. Le club tente donc une troisième fois de remonter en première division.

### Stages
Le FC Lorient effectue un stage d'avant-saison à Carnac du 7 juillet au 10 juillet. Durant celui-ci, les Merlus affrontent l'US Concarneau et participent à un challenge des aventuriers organisé par l'entreprise Fun Breizh.

### Matchs amicaux

#### Matchs d'intersaison
Avant d'entamer le championnat, le FCL réalise cinq matchs contre des adversaires variés : un club de Ligue 1 (Stade brestois 29), deux clubs de Ligue 2 (Chamois niortais FC et En avant Guingamp) et deux clubs de National 1 (US Concarneau et Stade lavallois).

#### Trêves internationales
Aucun match amical n'est disputé par le FC Lorient pendant les trêves internationales.

## Saison Ligue 2

### Déroulement de la saison 2019-2020

#### Journées 1 à 4 - Lorient affiche ses ambitions

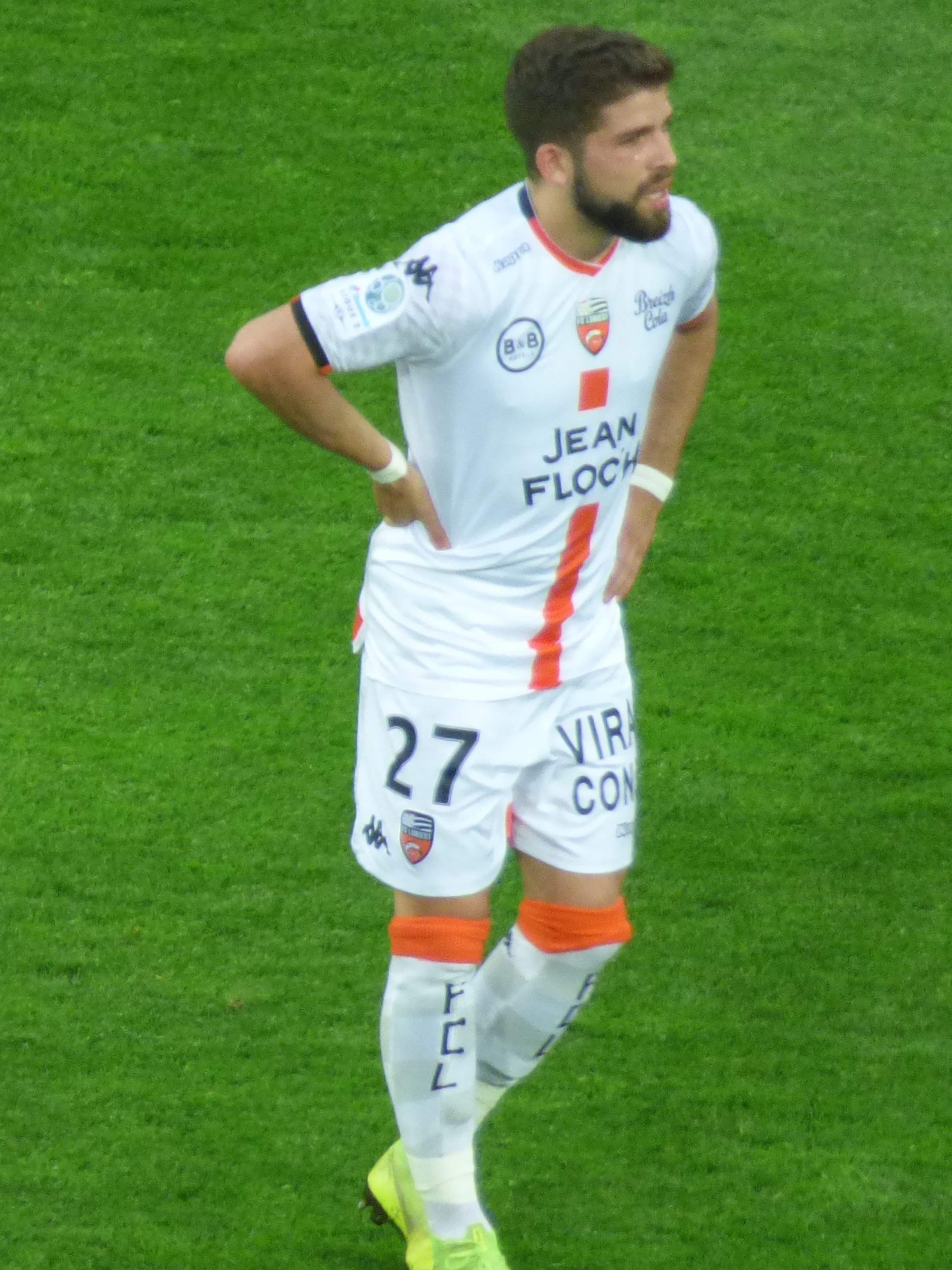
Jimmy Cabot, auteur du premier but du FC Lorient de la saison 2019-2020 de Ligue 2.

Après une préparation comprenant un stage de cohésion et cinq matchs amicaux, le FC Lorient entame sa troisième saison consécutive en Ligue 2. Le 29 juillet 2019, l'équipe désormais entraînée par Christophe Pélissier affronte le Paris FC, qui avait accroché la 4e place la saison précédente. Les Merlus démarrent idéalement le match avec un premier but de Cabot dès la 11e minute. Les locaux livrent une prestation de qualité et vont même inscrire deux nouveaux buts en seconde mi-temps, par Wissa et Saunier. Cette première journée se termine donc sur ce score de 3 à 0 et le FC Lorient est le premier leader de cette saison 2019-2020.
La semaine suivante vient le premier match à l'extérieur du club morbihannais, chez le Stade Malherbe de Caen, fraîchement relégué de Ligue 1. La première période est largement lorientaise et les Bretons rentrent logiquement aux vestiaires avec un avantage de deux buts (2-0), grâce à Wissa puis Hamel. En seconde mi-temps, les Caennais rehaussent leur niveau de jeu et mettent davantage le pied sur le ballon. Cela se traduit par de nombreuses occasions pour les hommes de Rui Almeida, ceux-ci inscrivant même un but sur coup franc à la 90+1e minute. Mais cette réduction du score arrive trop tard et le FC Lorient obtient donc une deuxième victoire en deux matchs.
Forts de ses deux premières rencontres réussies, les Lorientais comptent enchaîner face à l'AS Nancy-Lorraine, un sérieux concurrent à la montée selon l'entraîneur Pélissier. Au stade Marcel-Picot, ce sont les locaux qui dominent légèrement la première mi-temps, même si le néo-Lorientais Bozok trouve la transversale juste avant la pause. En début de seconde période, les Nancéiens poussent de plus en plus et trouvent même l'ouverture du score à la 59e minute grâce à un but contre-son-camp de Laporte. Mais dix minutes plus tard, le FCL égalise par un pénalty obtenu et transformé par Claude-Maurice, qui venait d'entrer. Peu après, Wissa est exclu directement après un tacle en retard sur Rocha Santos et laisse donc les Merlus à 10 contre 11 pour la fin du match. Ceux-ci vont tout de même résister et au terme d'un match engagé et tendu (10 cartons distribués), le FC Lorient ramène un point important de Nancy.
De retour au Moustoir, le FCL souhaite renouer avec la victoire face au FC Sochaux-Montbéliard. Les 45 premières minutes voient les Lorientais et les Sochaliens se neutraliser. En seconde période, Cabot permet à la 65e minute aux Merlus de mener au score, et celui-ci restera inchangé jusqu'au coup de sifflet final (1-0). Les Tangos enregistrent donc un deuxième clean sheet à domicile et atteignent les 10 points, cédant néanmoins leur place de leader au Clermont Foot 63 en raison de leur moins bonne place au classement du Fair-play.

#### Journées 5 à 9 - Consolidation de la place de leader

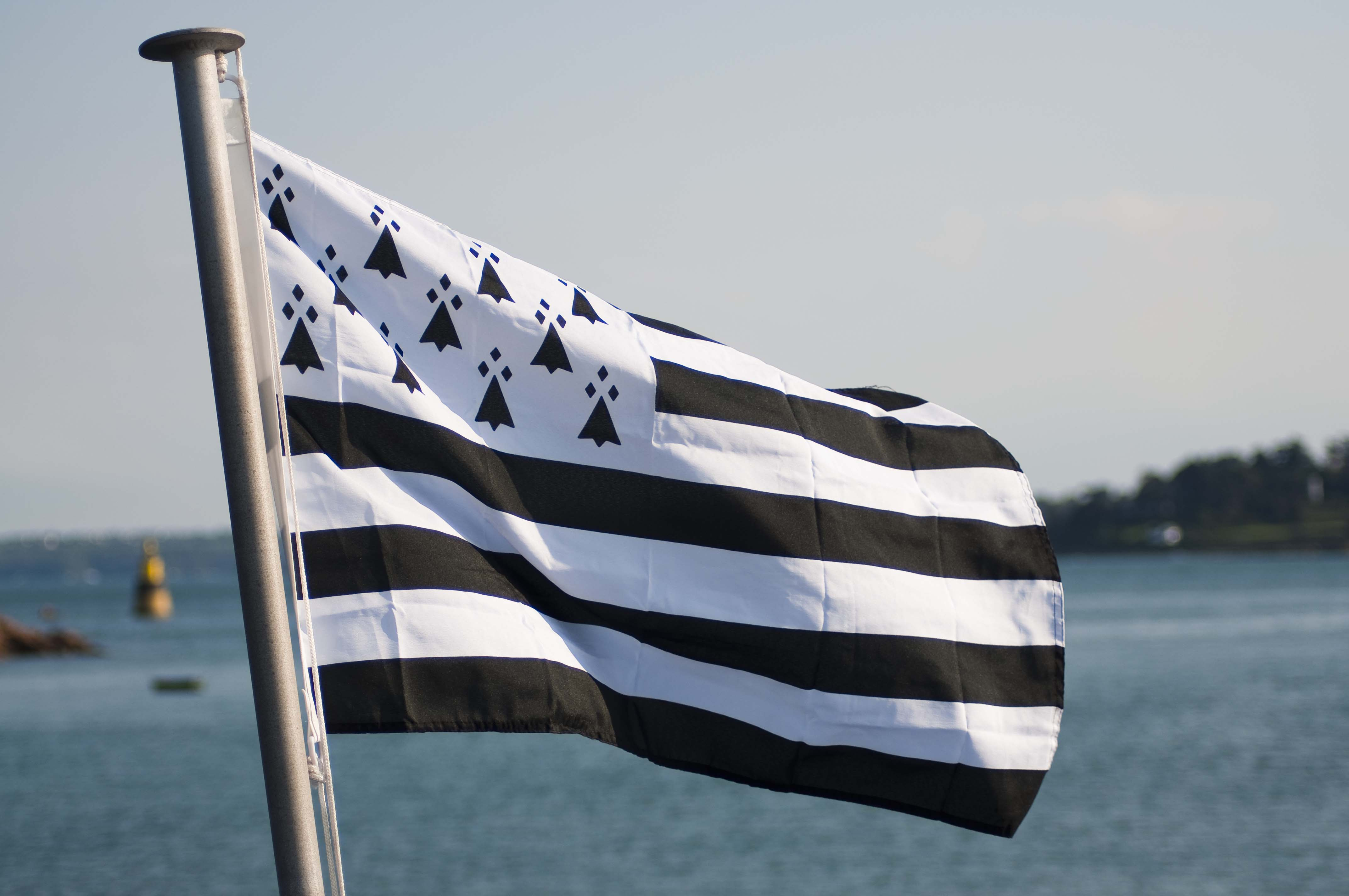
Le drapeau breton est présent en nombre dans les tribunes du Moustoir et sur la pelouse pour le derby attendu entre le FC Lorient et l'En Avant Guingamp (0-1).

Le 23 août, le FCL se déplace sur la pelouse du promu sarthois Le Mans FC, seule équipe de Ligue 2 n'ayant glané aucun point sur les 4 premières journées. Les morbihannais réalisent une excellente première période, à l'instar de Wissa, auteur d'un doublé. Le scénario de ce match est identique à celui du match face à Caen en début du mois puisque les locaux vont également se procurer plus d'occasions au retour des vestiaires et inscrire un but dans les arrêts de jeu par Confais. Les Merlus engrangent néanmoins une nouvelle victoire et reprennent la première place.
Pour leur dernier match du mois d'août, le FCL retrouve un club breton fraîchement relégué de Ligue 1, l'En Avant Guingamp. Ce derby, affiche que l'on pouvait retrouver dans l'élite il y a quelques années, remplit quasiment entièrement le Moustoir. Pour l'occasion, un dispositif spécial est mis en place, avec interprétation de l'hymne breton Bro gozh ma zadoù par Morwenn Le Normand et déploiement du plus gros Gwen Ha Du sur la pelouse avant le coup d'envoi. La rencontre en elle-même est assez terne, pauvre en occasions, et se conclut par un coup du sort, le Lorientais Laporte marquant une nouvelle fois contre son camp à la 89e minute, déviant un centre de Blas dans la cage de Nardi. Cette première défaite de la saison constitue une réelle désillusion pour l'équipe entraînée par Christophe Pélissier, qui cède sa place de leader au Havre AC.
Après la trêve internationale, les Tangos affrontent au stade Gabriel-Montpied le Clermont Foot 63, club qui accumule les premières places depuis le début de la saison. Le FCL entame idéalement le match, Wissa ouvrant le score à la 3e minute et Marveaux réalisant le break à la 22e minute. Le reste de la rencontre voit les Clermontois pousser vers la cage lorientaise (14 tirs en deuxième période) mais Nardi réalise un match impérial et ne laisse entrer aucun ballon dans les filets. Ces trois points pris à l'extérieur sont très rassurants pour le groupe car le club breton reprend la première place et reste donc dans le bon wagon, celui des prétendants sérieux à la montée.
La semaine suivante, Lorient accueille le Rodez AF, l'un des deux promus faisant sensation en ce début de saison avec le Football Club de Chambly Oise. Sous une pluie battante, les deux équipent se neutralisent durant la première mi-temps. Quelques secondes après le retour des vestiaires, Wissa réveille le Moustoir en plaçant une magnifique frappe enroulée dans la lucarne droite du gardien ruthénois Arthur Desmas. Vingt minutes plus tard, Hamel transforme un pénalty obtenu par Wissa. Un quart d'heure avant la fin, les Merlus se font peur et encaissent un but de Sané. Après quelques frayeurs, les Lorientais valident leur victoire et consolident leur avance sur le dauphin.
Après Rodez, c'est au tour de Chambly d'affronter le club morbihannais. Au stade Pierre-Brisson, les débats sont équilibrés jusqu'à la mi-temps. De retour sur le terrain, les Merlus augmentent leur agressivité et leur niveau de jeu et obtiennent de plus en plus de situations dangereuses. C'est finalement Wissa qui ouvre le score à l'heure de jeu après un centre millimétré de Le Goff. Dans les dix dernières minutes, les Camblysiens se créent quelques occasions mais ne parviennent pas à égaliser. Prenant trois points là où leurs principaux poursuivants n'en prennent pas, le FCL réalise l'excellente opération de cette 9e journée, reléguant même le dauphin, l'AC Ajaccio, à cinq points.

#### Journées 10 à 13 - Perte de points face aux concurrents directs

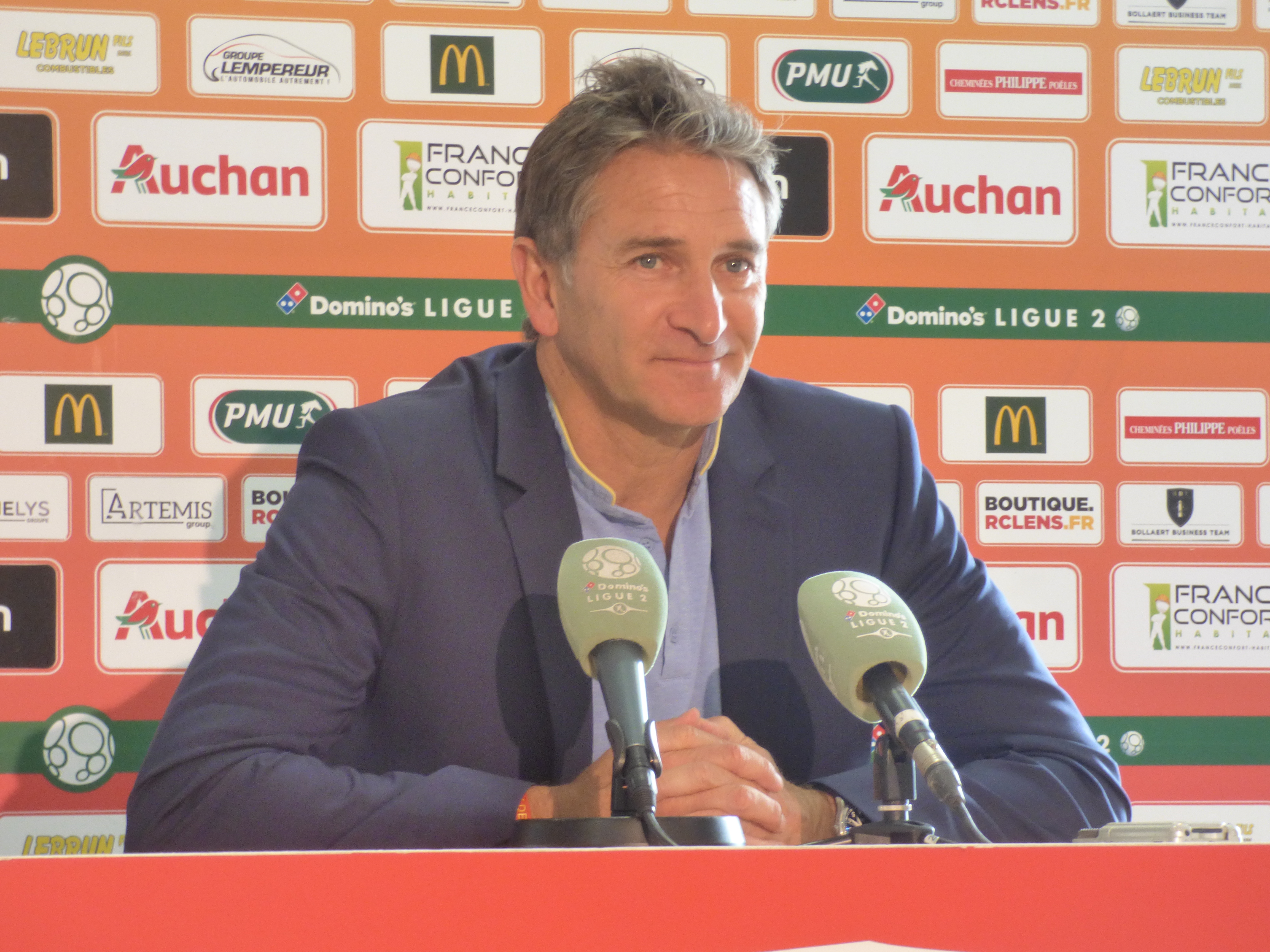
Philippe Montanier (ci-dessus) et les Lensois sont parvenus à se défaire du FCL en fin de match. Face aux "gros", les Merlus n'ont pris que 2 points sur 12 possibles.

Place ensuite au choc de cette 10e journée, Lorient accueille l'AC Ajaccio, son dauphin. La rencontre est légèrement dominée en première mi-temps par les locaux, même si les Ajacciens manquent d'ouvrir le score avant la mi-temps sur une tête qui est finalement repoussée par un arrêt réflexe de Nardi. Même scénario en deuxième période et les Corses parviennent à repartir avec un point de Bretagne. Si le résultat peut être frustrant pour les Lorientais, une partie de ses poursuivants continue à enchaîner les contre-performances et l'écart reste important entre ces derniers et le club breton.
Après la trêve internationale, les Merlus se rendent au stade Océane du Havre Athletic Club, autre candidat à la montée. La rencontre démarre idéalement pour les Morbihannais, qui ouvrent le score à la 1re minute par Bozok, bien servi par Le Goff. Ces derniers réalisent le break après la demi-heure de jeu par Hamel et semblent se diriger vers une nouvelle victoire à l'extérieur. Mais avant la pause, un pénalty est sifflé pour une faute sur Tino Kadewere, qui se fera justice en le transformant. Après la mi-temps, les débats sont plus équilibrés, le FCL manquant néanmoins de faire le break à plusieurs reprises. Les hommes de Paul Le Guen finissent fort et après avoir égaliser à la 83e, vont avoir l'occasion de remporter le match. Mais les Normands se heurtent à un Paul Nardi vigilant et les deux équipes se quittent dos à dos sur ce score de 2-2.
Pour le compte de la 12e journée, le FCL accueille l'Espérance sportive Troyes Aube Champagne, alors 4e. Les Merlus dominent globalement les débats mais ne trouve pas la faille face au gardien champenois, Gauthier Gallon, auteur d'une très belle performance. A cinq minutes du terme, ce sont même les Troyens qui prennent l'avantage à la suite d'une frappe de Lenny Pintor déviée par Matthieu Saunier. Lorient manque même d'encaisser un second but en toute fin de rencontre et subit sa deuxième défaite cette saison, la deuxième à domicile.
Après Le Havre et Troyes, la série des matchs à enjeu continue puisque les Tangos se déplacent au Stade Bollaert-Delelis pour affronter leur dauphin, le Racing Club de Lens. Dans une ambiance bouillante, Lorientais et Lensois se lancent dans un duel tendu. Les locaux se procurent les meilleures occasions en première période mais la domination reste stérile. En deuxième mi-temps, les deux équipes se donnent les moyens de l'emporter et ce sont finalement les Sang et Or qui ouvrent le score à la 82e minute par Tony Mauricio sur pénalty, à la suite d'une main de Laurent Abergel. La désillusion est totale pour les Bretons, une nouvelle fois crucifiés en fin de match. Ils chutent à la 4e place, n'ayant pris que 2 points sur les 4 dernières journées.

#### Journées 14 à 19 - Une série de victoires et un accroc avant la trêve hivernale

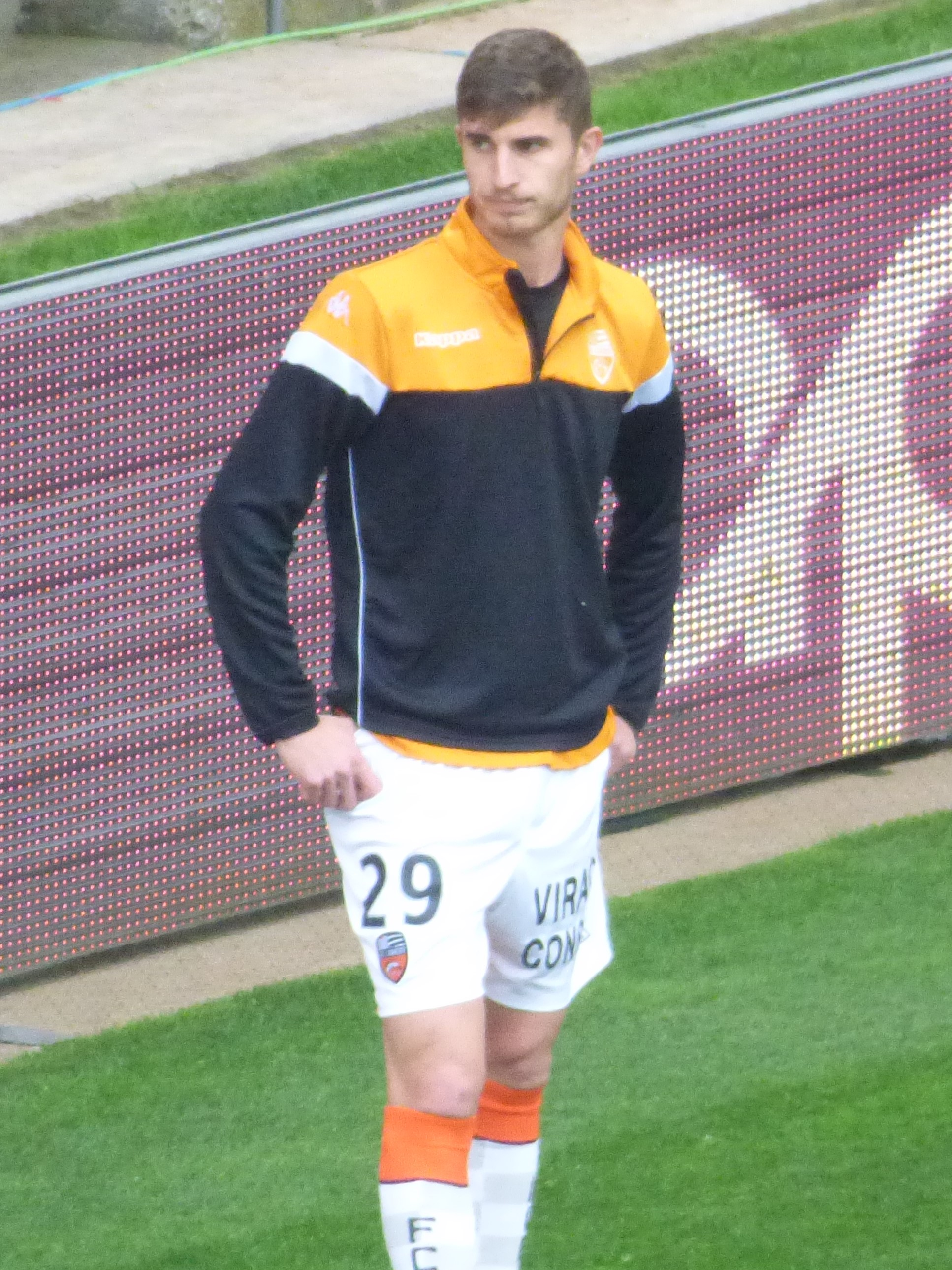
Pierre-Yves Hamel (ci-dessus) et Yoane Wissa, auteurs de 18 buts en cumulé dans la première moitié de championnat, font partie des principaux artisans de l'excellent début de saison du club breton.

Le temps est à la réaction pour le FCL, qui doit impérativement se défaire du Chamois niortais FC pour rester dans le wagon de tête. Le défi est parfaitement réalisé, les Merlus pliant le match en un peu plus d'une demi-heure en inscrivant 4 buts et en n'en encaissant qu'un seul. En deuxième période, le score n'évolue pas malgré quelques occasions dangereuses lorientaises et les joueurs de Christophe Pélissier retrouvent le goût de la victoire, ce qui leur permet de remonter à la 2e place.
En déplacement au Stade Gaston-Petit de La Berrichonne de Châteauroux, le FCL a pour objectif de créer une dynamique positive face à un club de deuxième partie de tableau. Par une contre-attaque bien menée par les Castelroussins, ces derniers inscrivent l'unique but de la première mi-temps. Mais après la mi-temps, en quatre minutes, un doublé de Wissa et une frappe sublime d'Abergel renversent la rencontre à l'avantage des Bretons, qui finissent par remporter le match sur le score de 3-1.
Les Lorientais accueillent ensuite le Grenoble Foot 38 au Moustoir. Une nouvelle fois, ils font le break en moins de trente minutes par Laporte et Wissa. Les Isérois réduisent le score à la 68e minute mais les Merlus dominent globalement les débats et l'emportent logiquement 2 à 1. Ces derniers retrouvent à cette occasion la place de leader et dépassent déjà le total de points obtenu à la mi-saison lors de l'exercice 2018-2019.
A peine quatre jours plus tard, le FCL se rend sur la pelouse de la lanterne rouge orléanaise, au stade de la Source. Seules deux minutes sont nécessaires aux joueurs de Pélissier pour ouvrir le score par Cabot. Ceux-ci ne seront que très peu inquiétés par l'US Orléans dans la suite du match et inscrivent même trois buts supplémentaires (un doublé d'Hamel et un but de Laurienté) pour aboutir à un score de 4 à 0.
La réception de l'AJ Auxerre constitue la dernière rencontre à domicile des Tangos avant la trêve hivernale. Dans des conditions météorologiques très compliquées, les deux équipes ne parviennent à inscrire le moindre but en première période. Une domination lorientaise se dégage néanmoins et se concrétise par un but de Cabot, idéalement servi par Le Goff, à la 65e minute. A dix minutes de la fin du match, le FCL se procure un pénalty, mais Hamel se heurte au portier auxerrois Mathieu Michel. Le club tient le score jusqu'au coup de sifflet final et remporte une cinquième victoire de rang en championnat, une septième toutes compétitions confondues.
Le 20 décembre 2019 se joue le dernier match de la première partie de saison du FCL, avec le déplacement au stade du Hainaut de Valenciennes. L'objectif est de finir l'année en beauté et d'obtenir le titre de Champion d'automne, également convoité par le RC Lens. Le VAFC, tout comme le FC Lorient, est dans une bonne période et est invaincu depuis le 8 novembre. Le défi est donc de taille et l'entame de match le confirme, les hommes d'Olivier Guégan inscrivant un but sur pénalty dès la 14e minute. La tension est palpable dans cette première période, et Valenciennes va se voir amputé d'un joueur, Sessi d'Almeida, exclu à la 41e minute après l'obtention d'un deuxième carton jaune. On pense alors que les Merlus vont avoir l'occasion de revenir rapidement au score mais à peine cinq minutes plus tard, Saunier est expulsé directement pour une faute inintentionnelle. Cette décision discutable permet aux Valenciennois d'asseoir leur domination en seconde période et à Teddy Chevalier d'inscrire deux nouveaux buts en fin de match, réalisant donc un triplé. Le match se conclut sur le score de 3-0 et met fin à la série de sept victoires consécutives toutes compétitions confondues des Bretons. Le jour suivant, le RC Lens s'impose 1-0 face à Niort et devient donc Champion d'automne, au détriment du FCL.
Extrait du classement de Ligue 2 2019-2020 à la trêve hivernale
| Rang | Équipe          | Pts | J  | G  | N | P | Bp | Bc | Diff |
| ---- | --------------- | --- | -- | -- | - | - | -- | -- | ---- |
| 1    | RC Lens         | 40  | 19 | 12 | 4 | 3 | 30 | 15 | +15  |
| 2    | FC Lorient      | 39  | 19 | 12 | 3 | 4 | 30 | 15 | +15  |
| 3    | ESTAC Troyes    | 38  | 19 | 12 | 2 | 5 | 22 | 16 | +6   |
| 4    | AC Ajaccio      | 33  | 19 | 9  | 6 | 4 | 23 | 15 | +8   |
| 5    | Valenciennes FC | 30  | 19 | 8  | 6 | 5 | 15 | 11 | +4   |

Promotions et relégations
- Promotion en Ligue 1 2020-2021
- Barrages de promotion en Ligue 1

#### Journées 20 à 23 - Le FCL s'envole

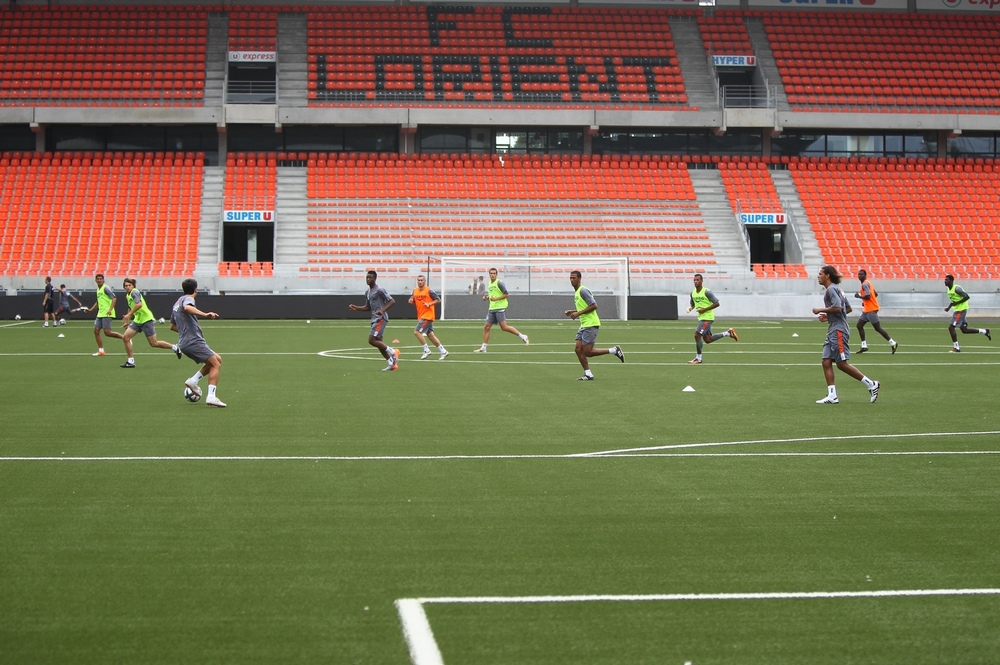
Pour ce début d'année 2020, le Moustoir accueille 5 matchs en 1 mois (3 en championnat, 2 en Coupe de France). Loin d'impressionner les Merlus, ceux-ci font le plein en Ligue 2, reprennent la 1re place au RC Lens, et font ensuite cavaliers seuls au sommet du classement.

Une semaine après sa victoire face au Stade brestois 29 en Coupe de France, le FC Lorient accueille le Stade Malherbe de Caen pour son 1er match de Ligue 2 de 2020. Sous un temps capricieux, ce sont les Bretons qui ouvrent le score à la 6e minute par Hamel, idéalement servi par Wissa. Les hommes de Pascal Dupraz réagissent dix minutes plus tard, par un pénalty transformé par Jessy Pi. Juste avant la pause, Anthony Weber fauche Yoane Wissa, qui se dirigeait vers le but caennais, et écope logiquement d'un carton rouge. A onze contre dix, les Lorientais dominent les débats en seconde période et Wissa finit par faire rentrer la balle dans les filets à la 69e minute. Le score en restera là et grâce à ce succès, les Merlus reprennent le fauteuil de leader au RC Lens, qui concède le nul face à Guingamp.
À la suite de son élimination en 16e de finale de Coupe de France contre le Paris Saint-Germain, le FCL peut maintenant se concentrer totalement sur le championnat. Le club morbihannais accueille l'AS Nancy-Lorraine et enchaîne donc un quatrième match consécutif au Moustoir. Les Lorientais ouvrent une nouvelle fois le score à la 29e minute par Marveaux et ne sont pas davantage inquiétés par les Lorrains. A vingt minutes de la fin de la rencontre, les Nancéiens se montrent plus insistants et finissent par égaliser d'une magnifique aile de pigeon de Lybohy. Alors qu'on se dirige vers une contre-performance lorientaise, Bozok délivre le Moustoir à la 90+2e minute. À la suite de ce but, les esprits s'échauffent entre les bancs des deux équipes et Jean-Louis Garcia, entraîneur de Nancy ainsi que Jean-Marie Stéphanopoli, adjoint de Christophe Pélissier sont exclus. Les Tangos remportent trois points très importants et en sont désormais à cinq victoires consécutives à domicile en Ligue 2.
Pour la première rencontre des Merlus en février, ceux-ci se déplacent au stade Auguste-Bonal pour y affronter le FC Sochaux-Montbéliard. La match s'annonce piège mais le FCL rentre aux vestiaires sur le score de 2 à 0, bien que les débats s'annoncent équilibrés, Sochaux touchant même les montants lorientais juste avant la mi-temps. Rebelote en seconde période, où les hommes de Pélissier inscrivent encore deux buts par Abergel et Wissa pour un doublé. Malgré 20 tirs, l'équipe coachée par Omar Daf ne stoppe pas l'hémorragie et concède un résultat peu flatteur pour le club franc-comtois (4-0). Ce succès permet à Lorient de s'envoler au classement et de compter cinq points d'avance sur son dauphin, le RC Lens.
Le club breton souhaite poursuivre cette belle dynamique par une nouvelle victoire à domicile, face au Mans FC, premier non-relégable. Le début de match est à sens unique et Le Goff concrétise cette domination en marquant à la 28e minute. Mais dix minutes plus tard, le Manceau Vincent Créhin signe une frappe sublime à 25 mètres et remet les deux équipes dos à dos. Après la mi-temps, Laurienté libère le Moustoir à la 58e et les Tangos gèrent la suite de la rencontre. La fin de match est folle (3 buts après la 85e minute) et le FCL s'impose 4-2. Lorient affole les compteurs (6 victoires consécutives à domicile en Ligue 2, neuf victoires sur les dix dernières rencontres en championnat) et fonce vers la Ligue 1.

#### Journées 24 à 28 - Une inquiétante rechute avant la suspension du championnat

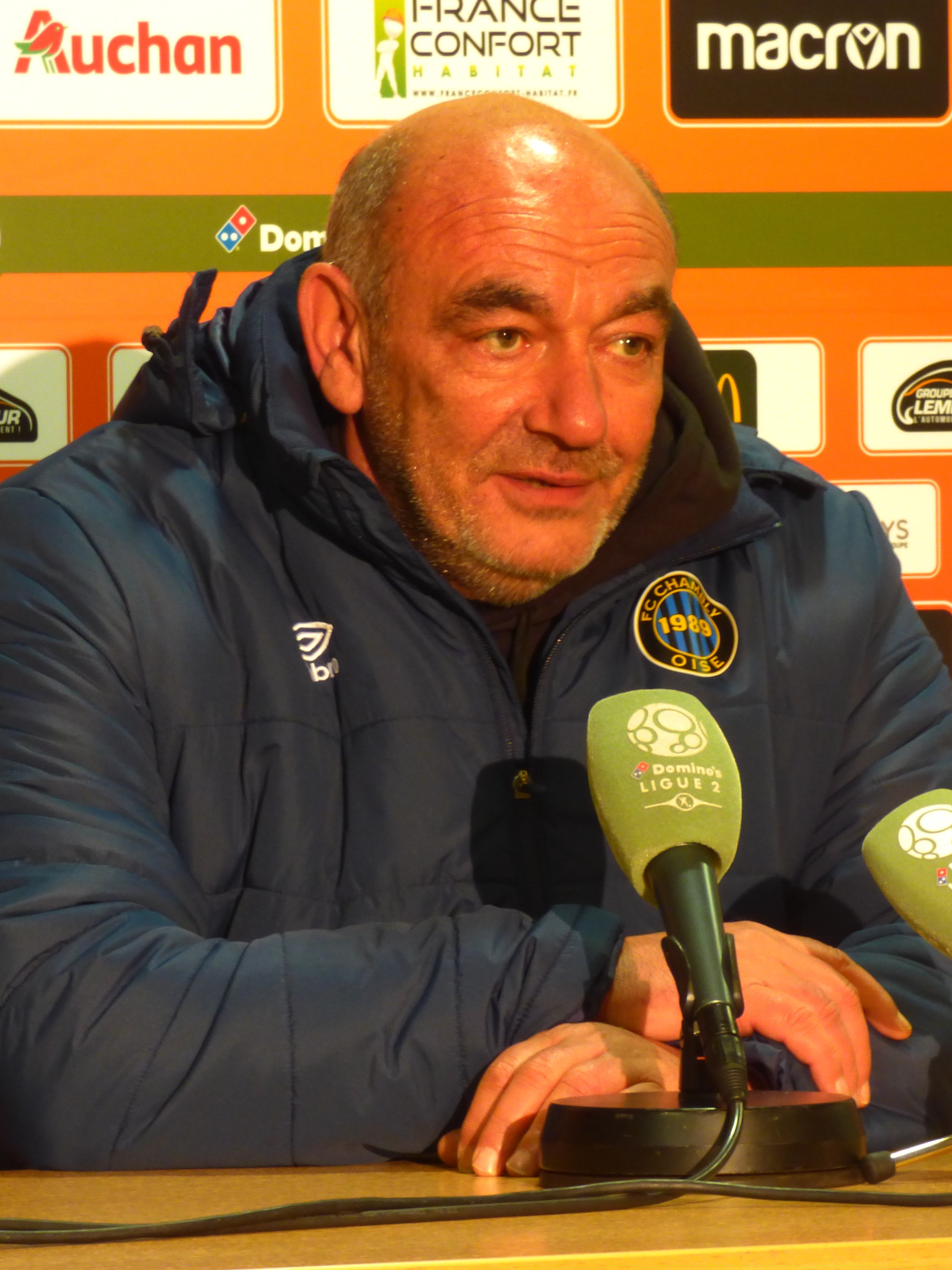
Le 29 février, Bruno Luzi (ci-dessus) et le FC Chambly-Oise instillent le doute dans les esprits lorientais, en allant s'imposer au Moustoir (1-2). Le FCL, qui n'avait jusqu'alors perdu aucun point face aux équipes de deuxième partie de tableau, voit ses concurrents directs dangereusement revenir au classement.

Place au deuxième derby breton de 2020 : après la réception de Brest en Coupe de France, les morbihannais se déplacent au stade du Roudourou de Guingamp. L'En avant, qui a battu le FCL au Moustoir plus tôt dans la saison, a pour objectif de se rapprocher du top 5 synonyme de playoffs. Dès la 6e minute, Le Goff sert idéalement Wissa qui pousse le ballon dans les cages de Marc-Aurèle Caillard. Les deux formations se procurent des occasions dans cette première période et Bryan Pelé finit par égaliser pour Guingamp avant la rentrée aux vestiaires. En début de deuxième mi-temps, la balle va d'un camp à l'autre mais le score n'évolue pas. Les Costarmoricains poussent en fin de match et Youssouf M'Changama finit par crucifier Nardi à la 90e minute. Les Merlus s'inclinent pour la première fois en 2020 en championnat (1-2) et partent avec le regret de ne pas avoir récupéré le point du nul.
Une autre équipe en forme est au programme des hommes de Pélissier : le Clermont Foot 63, 4e. Si les Auvergnats réalisent la meilleure entame de match, ce sont les Lorientais qui prennent l'ascendant dans le jeu par la suite. Alors que les deux camps se neutralisent, un fait de jeu va décider de l'issue du match. A la 74e minute, le capitaine Lemoine est sanctionné d'un second carton jaune synonyme de carton rouge. Sur le coup franc concédé, Nardi relâche la balle dans les pieds de Mario González qui ne rate pas le cadre. Malgré l'expulsion, les Tangos sont proches d'égaliser dans les minutes qui suivent mais n'y parviennent pas. Cette nouvelle défaite (0-1) fait ressurgir les vieux démons du club et on redoute alors un sprint final raté, à l'instar des deux dernières saisons.
Une réaction lorientaise est attendue chez le promu aveyronnais Rodez AF. Au stade Paul-Lignon, qui réalise pour l'occasion sa plus forte affluence de la saison (4 020 spectateurs), ce sont les visiteurs bretons qui ouvrent le score sur leur première occasion franche à la 10e minute : Le Goff sert parfaitement Hamel qui bat de la tête le gardien du RAF Arthur Desmas. Les Aveyronnais vont courir après le score pendant le reste du match, se procurant des situations de jeu dangereuses mais ne parvenant pas à faire trembler les filets de Nardi. Sur la plus petite des marges (1-0), le FCL s'impose et possède désormais six points d'avance sur son dauphin ajaccien.
Après le réveil lorientais en Aveyron, on imagine alors les Merlus dérouler à domicile contre le FC Chambly-Oise. Sous une météo "bretonne", qui a amené l'arbitre à arrêter la rencontre après seulement quelques minutes de jeu, les outsiders de l'Oise créent la surprise en menant au score dès la 12e minute de jeu : Guillaume Heinry sert idéalement Joris Correa, esseulé dans la surface, qui trompe du plat du pied Nardi. Après le but, Chambly continue d'attaquer et s'impose dans le jeu. Néanmoins, le Camblysien Romain Padovani trompe son gardien Xavier Pinoteau d'une passe en retrait mal maîtrisée et remet les équipes dos à dos à la 24e minute. Mais avant la mi-temps, Correa double la mise d'une frappe détournée par la jambe de Laporte et redonne l'avantage aux visiteurs. En seconde période, le FCL tente d'égaliser mais ne se montre pas excessivement dangereux. Le score reste inchangé, l'équipe inquiète et les signaux sont au rouge avant la série de matchs contre les concurrents directs à la montée.
Place au premier vrai test du sprint final, face au 4e, l'AC Ajaccio. Les Corses dominent nettement les 45 premières minutes mais se heurtent à un Nardi exemplaire. Au retour des vestiaires, Ajaccio se procure un corner, qui est magnifiquement dévié au fond des filets par Cyrille Bayala. Les Tangos sont proches d'égaliser en fin de match mais n'y parviennent pas et la série noire se poursuit pour les Morbihannais, qui n'ont glané que 3 petits points sur les cinq dernières rencontres de Ligue 2. Lens revient à 1 point, Ajaccio à 2, Troyes à 3 et Clermont à 4 : cette montée qui tendait les bras aux Bretons jusque-là devient de plus en plus incertaine.

#### Journées 29 à 38 - Le contexte sanitaire arrête le championnat, Lorient sacré champion et promu en Ligue 1

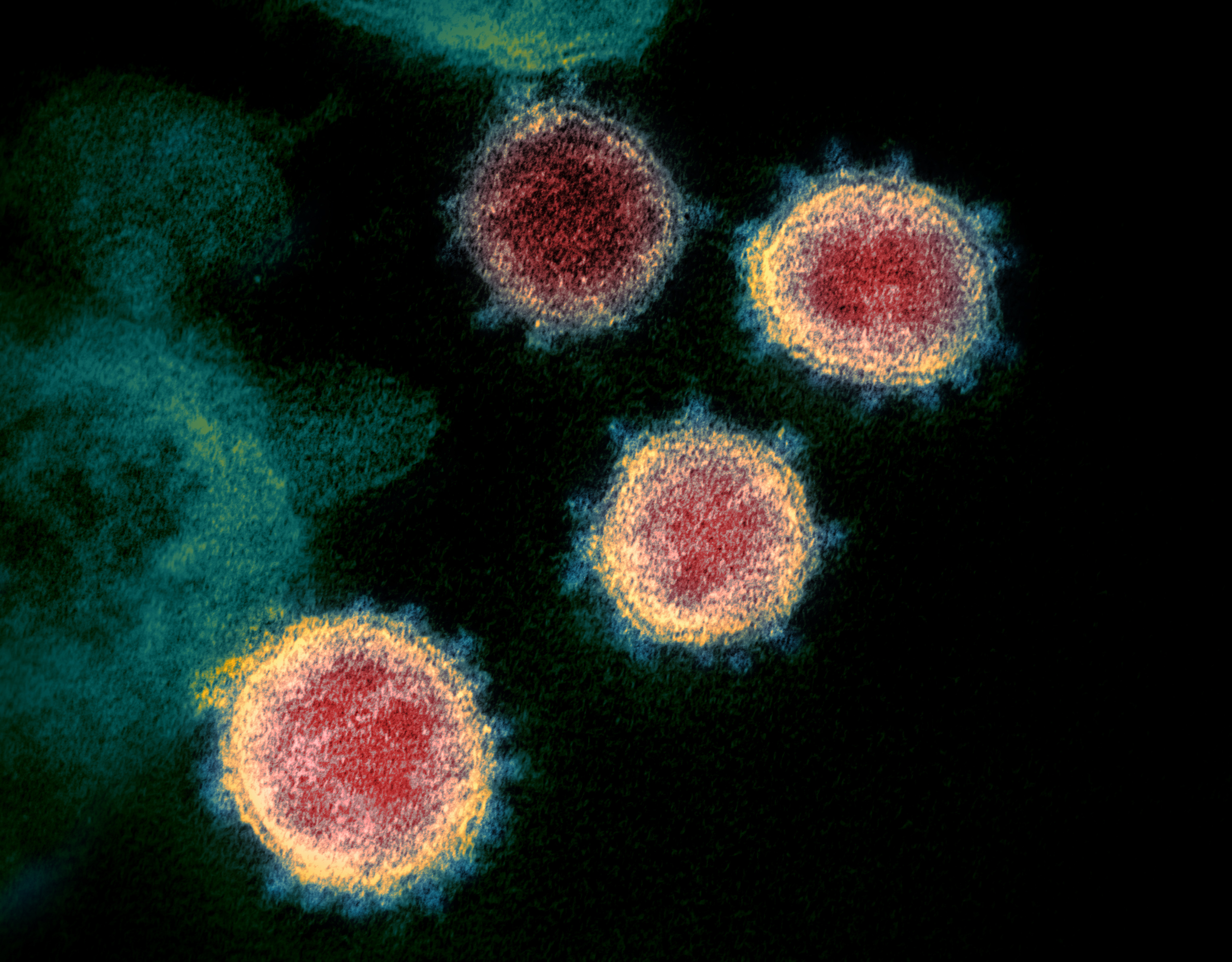
Image MET du coronavirus SARS-CoV-2, à l'origine de la suspension puis de l'arrêt des championnats français de football.

Mais si le FC Lorient se concentre sur ses performances sportives futures, celles-ci vont rapidement passer au second plan après la 28e journée. Dès le 3 mars, les autorités publiques décident de jouer la rencontre FC Chambly-Le Mans FC du 6 mars à huis clos en raison de la rapide propagation du coronavirus SARS-CoV-2 en France. Cette situation sanitaire, rapidement qualifiée de "pandémie", incite la Ligue de football professionnel à suspendre les championnats français de football à compter du 13 mars. Va s'ensuivre une période d'un mois et demi pendant laquelle l'espoir d'une reprise de l'entraînement en mai et des championnats professionnels en juin est permis. Néanmoins, dans un discours du premier ministre Édouard Philippe prononcé le 28 avril, ce dernier explique que les saisons de football professionnel ne pourront aller à leur terme en raison des conditions sanitaires actuelles. Deux jours plus tard, la LFP met fin à la saison 2019-2020 de Ligue 1 et de Ligue 2 et établit les classements finaux des championnats. Tous les clubs de Ligue 2 ayant disputé 28 matchs avant l'arrêt de la saison, la LFP prend donc la décision de figer le classement à la 28e journée et dans le même temps maintient le système de deux montées et de deux descentes entre la Ligue 1 et la Ligue 2, ne trouvant pas de solution pour la mise en place de barrages. Ainsi, dans un contexte exceptionnel, le FC Lorient est pour la première fois de son histoire titré champion de Ligue 2 2019-2020 et se retrouve promu en Ligue 1 pour la saison 2020-2021, 3 ans après l'avoir quittée. 
L'arrêt de l'exercice 2019-2020, amputé de dix rencontres en Ligue 2, reste donc comme un évènement inédit dans l'histoire du football français. Mais si les clubs concurrents à la montée en Ligue 1 se sentent lésés de ne pas pouvoir participer à des barrages, ceux-ci ne remettent pas en cause la légitimité de la promotion du FCL et de son dauphin le RC Lens. A l'heure de tirer les bilans, un dernier constat est à mettre au crédit de l'entraîneur des Merlus Christophe Pélissier : en 7 ans, ce dernier est parvenu à faire monter son équipe à quatre reprises officiellement (une fois le Luzenac AP, deux fois l'Amiens SC et une fois le FC Lorient), cinq si l'on compte la promotion refusée de Luzenac en Ligue 2 en 2014.
| Rang | Équipe                 | Pts | J  | G  | N  | P  | Bp | Bc | Diff |
| ---- | ---------------------- | --- | -- | -- | -- | -- | -- | -- | ---- |
| 1    | FC Lorient             | 54  | 28 | 17 | 3  | 8  | 45 | 25 | +20  |
| 2    | RC Lens                | 53  | 28 | 15 | 8  | 5  | 39 | 24 | +15  |
| 3    | AC Ajaccio             | 52  | 28 | 15 | 7  | 6  | 38 | 22 | +16  |
| 4    | ESTAC Troyes           | 51  | 28 | 16 | 3  | 9  | 34 | 25 | +9   |
| 5    | Clermont Foot 63       | 50  | 28 | 14 | 8  | 6  | 35 | 25 | +10  |
| 6    | Le Havre AC            | 44  | 28 | 11 | 11 | 6  | 38 | 25 | +13  |
| 7    | Valenciennes FC        | 42  | 28 | 11 | 9  | 8  | 24 | 20 | +4   |
| 8    | EA Guingamp R          | 39  | 28 | 10 | 9  | 9  | 40 | 33 | +7   |
| 9    | Grenoble Foot 38       | 35  | 28 | 7  | 14 | 7  | 27 | 29 | -2   |
| 10   | FC Chambly P           | 35  | 28 | 9  | 8  | 11 | 26 | 32 | -6   |
| 11   | AJ Auxerre             | 34  | 28 | 8  | 10 | 10 | 31 | 30 | +1   |
| 12   | AS Nancy-Lorraine      | 34  | 28 | 6  | 16 | 6  | 27 | 26 | +1   |
| 13   | SM Caen R              | 34  | 28 | 8  | 10 | 10 | 33 | 34 | -1   |
| 14   | FC Sochaux-Montbéliard | 34  | 28 | 8  | 10 | 10 | 28 | 30 | -2   |
| 15   | LB Châteauroux         | 34  | 28 | 9  | 7  | 12 | 22 | 38 | -16  |
| 16   | Rodez AF P             | 32  | 28 | 8  | 8  | 12 | 31 | 34 | -3   |
| 17   | Paris FC               | 28  | 28 | 7  | 7  | 14 | 22 | 40 | -18  |
| 18   | Chamois niortais FC    | 26  | 28 | 6  | 8  | 14 | 30 | 41 | -11  |
| 19   | Le Mans FC P           | 26  | 28 | 7  | 5  | 16 | 30 | 45 | -15  |
| 20   | US Orléans             | 19  | 28 | 4  | 7  | 17 | 21 | 43 | -22  |

Promotions et relégations
- Promotion en Ligue 1 2020-2021
- Barrages de promotion en Ligue 1
- Barrages de relégation en National
- Relégation en National 2020-2021

Abréviations
- P : Promu de National 2018-2019
- R : Relégué de Ligue 1 2018-2019

### Statistiques Ligue 2

#### Classements

##### Classement général
| Rang | Équipe            | Pts | J  | G  | N | P | Bp | Bc | Diff | Qualification ou relégation |
| ---- | ----------------- | --- | -- | -- | - | - | -- | -- | ---- | --------------------------- |
| 1    | FC Lorient (C, P) | 54  | 28 | 17 | 3 | 8 | 45 | 25 | +20  | Promotion en Ligue 1        |
| 2    | RC Lens (P)       | 53  | 28 | 15 | 8 | 5 | 39 | 24 | +15  | Promotion en Ligue 1        |
| 3    | AC Ajaccio        | 52  | 28 | 15 | 7 | 6 | 38 | 22 | +16  |                             |
| 4    | ESTAC Troyes      | 51  | 28 | 16 | 3 | 9 | 34 | 25 | +9   |                             |
| 5    | Clermont Foot 63  | 50  | 28 | 14 | 8 | 6 | 35 | 25 | +10  |                             |

##### Domicile et extérieur
Source :  et 
| Rang | Équipe                 | Pts | J  | G | N | P | Bp | Bc | Diff |
| ---- | ---------------------- | --- | -- | - | - | - | -- | -- | ---- |
| 1    | RC Lens                | 30  | 14 | 9 | 3 | 2 | 19 | 9  | +10  |
| 2    | FC Lorient             | 28  | 14 | 9 | 1 | 4 | 22 | 12 | +10  |
| 3    | Valenciennes FC        | 26  | 14 | 7 | 5 | 2 | 14 | 7  | +7   |
| 4    | ES Troyes AC           | 25  | 14 | 8 | 1 | 5 | 20 | 17 | +3   |
| 5    | Clermont Foot 63       | 24  | 14 | 7 | 3 | 4 | 21 | 14 | +7   |
| 6    | AS Nancy-Lorraine      | 24  | 14 | 6 | 6 | 2 | 16 | 9  | +7   |
| 7    | FC Sochaux-Montbéliard | 23  | 14 | 6 | 4 | 3 | 16 | 10 | +6   |
| 8    | Le Havre AC            | 22  | 14 | 5 | 7 | 2 | 18 | 10 | +8   |
| 9    | AJ Auxerre             | 22  | 14 | 5 | 7 | 2 | 19 | 12 | +7   |
| 10   | AC Ajaccio             | 22  | 14 | 6 | 4 | 4 | 17 | 12 | +5   |

| Rang | Équipe           | Pts | J  | G | N | P | Bp | Bc | Diff |
| ---- | ---------------- | --- | -- | - | - | - | -- | -- | ---- |
| 1    | AC Ajaccio       | 30  | 14 | 9 | 3 | 2 | 21 | 10 | +11  |
| 2    | FC Lorient       | 26  | 14 | 8 | 2 | 4 | 23 | 13 | +10  |
| 3    | ES Troyes AC     | 26  | 14 | 8 | 2 | 4 | 14 | 8  | +6   |
| 4    | Clermont Foot 63 | 26  | 14 | 7 | 5 | 2 | 14 | 11 | +3   |
| 5    | RC Lens          | 23  | 14 | 6 | 5 | 3 | 20 | 15 | +5   |
| 6    | Le Havre AC      | 22  | 14 | 6 | 4 | 4 | 20 | 15 | +5   |
| 7    | LB Châteauroux   | 21  | 14 | 6 | 3 | 5 | 11 | 15 | -4   |
| 8    | FC Chambly Oise  | 19  | 13 | 5 | 4 | 4 | 14 | 11 | +3   |
| 9    | EA Guingamp      | 18  | 14 | 5 | 3 | 6 | 20 | 19 | +1   |
| 10   | Grenoble Foot 38 | 18  | 14 | 4 | 6 | 4 | 14 | 16 | -2   |

##### Fair play
Le classement du fair-play s'établit de la manière suivante :
- Si l'équipe obtient un carton jaune, elle reçoit 1 point.
- Si l'équipe obtient un carton rouge, elle reçoit 3 points.

Le but de ce classement est d'avoir le moins de points à la fin de la saison.
Source : 
Après la 28e journée :
| Rang | Club                   | Points | Cartons jaunes | Cartons rouges |
| 1    | Grenoble Foot 38       | 52     | 46             | 2              |
| 2    | FC Lorient             | 53     | 41             | 4              |
| 3    | AC Ajaccio             | 54     | 51             | 1              |
| 4    | En Avant Guingamp      | 54     | 45             | 3              |
| 5    | FC Sochaux-Montbéliard | 57     | 48             | 3              |

##### Championnat de France des tribunes de Ligue 2
Source : 
Après la 18e journée :
| Rang | Club participant  | Points | Ambiance et Animation | Fidélité | Engagement sur les réseaux sociaux | Animations hors stade |
| 1    | SM Caen           | 159    | 52                    | 30       | 34                                 | 43                    |
| 2    | FC Lorient        | 146    | 56                    | 42       | 14                                 | 34                    |
| 3    | RC Lens           | 143    | 56                    | 56       | 26                                 | 5                     |
| 4    | En Avant Guingamp | 96     | 55                    | 19       | 17                                 | 5                     |
| 5    | Le Mans FC        | 96     | 57                    | 17       | 18                                 | 4                     |

##### Championnat de France des pelouses de Ligue 2
Source : 
Après la 27e journée :
| Rang | Club participant | Nb de matchs | Moyenne |
| 11   | Le Mans FC       | 14           | 15,94   |
| 12   | Le Havre AC      | 13           | 15,58   |
| 13   | FC Lorient       | 14           | 15,34   |
| 14   | Clermont Foot 63 | 13           | 15,22   |
| 15   | US Orléans       | 14           | 14,84   |

#### Résultats par journée

##### Résultats, points et classement
| Journée  | 1   | 2   | 3   | 4  | 5   | 6  | 7   | 8   | 9   | 10  | 11  | 12  | 13 | 14 | 15 | 16  | 17  | 18  | 19 |
| -------- | --- | --- | --- | -- | --- | -- | --- | --- | --- | --- | --- | --- | -- | -- | -- | --- | --- | --- | -- |
| Terrain  | D   | E   | E   | D  | E   | D  | E   | D   | E   | D   | E   | D   | E  | D  | E  | D   | E   | D   | E  |
| Résultat | V   | V   | N   | V  | V   | D  | V   | V   | V   | N   | N   | D   | D  | V  | V  | V   | V   | V   | D  |
| Points   | 3   | 6   | 7   | 10 | 13  | 13 | 16  | 19  | 22  | 23  | 24  | 24  | 24 | 27 | 30 | 33  | 36  | 39  | 39 |
| Place    | 1er | 1er | 1er | 2e | 1er | 2e | 1er | 1er | 1er | 1er | 1er | 1er | 4e | 2e | 2e | 1er | 1er | 1er | 2e |

| Journée  | 20  | 21  | 22  | 23  | 24  | 25  | 26  | 27  | 28  | 29                                                                                        | 30                                                                                        | 31                                                                                        | 32                                                                                        | 33                                                                                        | 34                                                                                        | 35                                                                                        | 36                                                                                        | 37                                                                                        | 38                                                                                        |
| -------- | --- | --- | --- | --- | --- | --- | --- | --- | --- | ----------------------------------------------------------------------------------------- | ----------------------------------------------------------------------------------------- | ----------------------------------------------------------------------------------------- | ----------------------------------------------------------------------------------------- | ----------------------------------------------------------------------------------------- | ----------------------------------------------------------------------------------------- | ----------------------------------------------------------------------------------------- | ----------------------------------------------------------------------------------------- | ----------------------------------------------------------------------------------------- | ----------------------------------------------------------------------------------------- |
| Terrain  | D   | D   | E   | D   | E   | D   | E   | D   | E   | D                                                                                         | E                                                                                         | D                                                                                         | E                                                                                         | D                                                                                         | E                                                                                         | D                                                                                         | E                                                                                         | D                                                                                         | E                                                                                         |
| Résultat | V   | V   | V   | V   | D   | D   | V   | D   | D   | Journées non jouées en raison de la pandémie de Covid-19 Classement figé à la 28e journée | Journées non jouées en raison de la pandémie de Covid-19 Classement figé à la 28e journée | Journées non jouées en raison de la pandémie de Covid-19 Classement figé à la 28e journée | Journées non jouées en raison de la pandémie de Covid-19 Classement figé à la 28e journée | Journées non jouées en raison de la pandémie de Covid-19 Classement figé à la 28e journée | Journées non jouées en raison de la pandémie de Covid-19 Classement figé à la 28e journée | Journées non jouées en raison de la pandémie de Covid-19 Classement figé à la 28e journée | Journées non jouées en raison de la pandémie de Covid-19 Classement figé à la 28e journée | Journées non jouées en raison de la pandémie de Covid-19 Classement figé à la 28e journée | Journées non jouées en raison de la pandémie de Covid-19 Classement figé à la 28e journée |
| Points   | 42  | 45  | 48  | 51  | 51  | 51  | 54  | 54  | 54  | Journées non jouées en raison de la pandémie de Covid-19 Classement figé à la 28e journée | Journées non jouées en raison de la pandémie de Covid-19 Classement figé à la 28e journée | Journées non jouées en raison de la pandémie de Covid-19 Classement figé à la 28e journée | Journées non jouées en raison de la pandémie de Covid-19 Classement figé à la 28e journée | Journées non jouées en raison de la pandémie de Covid-19 Classement figé à la 28e journée | Journées non jouées en raison de la pandémie de Covid-19 Classement figé à la 28e journée | Journées non jouées en raison de la pandémie de Covid-19 Classement figé à la 28e journée | Journées non jouées en raison de la pandémie de Covid-19 Classement figé à la 28e journée | Journées non jouées en raison de la pandémie de Covid-19 Classement figé à la 28e journée | Journées non jouées en raison de la pandémie de Covid-19 Classement figé à la 28e journée |
| Place    | 1er | 1er | 1er | 1er | 1er | 1er | 1er | 1er | 1er | Journées non jouées en raison de la pandémie de Covid-19 Classement figé à la 28e journée | Journées non jouées en raison de la pandémie de Covid-19 Classement figé à la 28e journée | Journées non jouées en raison de la pandémie de Covid-19 Classement figé à la 28e journée | Journées non jouées en raison de la pandémie de Covid-19 Classement figé à la 28e journée | Journées non jouées en raison de la pandémie de Covid-19 Classement figé à la 28e journée | Journées non jouées en raison de la pandémie de Covid-19 Classement figé à la 28e journée | Journées non jouées en raison de la pandémie de Covid-19 Classement figé à la 28e journée | Journées non jouées en raison de la pandémie de Covid-19 Classement figé à la 28e journée | Journées non jouées en raison de la pandémie de Covid-19 Classement figé à la 28e journée | Journées non jouées en raison de la pandémie de Covid-19 Classement figé à la 28e journée |

Terrain : D = Domicile ; E = Extérieur.
Résultat : D = Défaite ; N = Nul ; V = Victoire.

##### Évolution au classement
| Journée | 01 | 02 | 03 | 04 | 05 | 06 | 07 | 08 | 09 | 10 | 11 | 12 | 13 | 14 | 15 | 16 | 17 | 18 | 19 | 20 | 21 | 22 | 23 | 24 | 25 | 26 | 27 | 28 | 29                                                   | 30                                                   | 31                                                   | 32                                                   | 33                                                   | 34                                                   | 35                                                   | 36                                                   | 37                                                   | 38                                                   |
| 1er     | ●  | →  | →  |    | ↑  |    | ↑  | →  | →  | →  | →  | →  |    |    |    | ↑  | →  | →  |    | ↑  | →  | →  | →  | →  | →  | →  | →  | →  | Journées non jouées Classement figé à la 28e journée | Journées non jouées Classement figé à la 28e journée | Journées non jouées Classement figé à la 28e journée | Journées non jouées Classement figé à la 28e journée | Journées non jouées Classement figé à la 28e journée | Journées non jouées Classement figé à la 28e journée | Journées non jouées Classement figé à la 28e journée | Journées non jouées Classement figé à la 28e journée | Journées non jouées Classement figé à la 28e journée | Journées non jouées Classement figé à la 28e journée |
| 2e      |    |    |    | ↓  |    | ↓  |    |    |    |    |    |    |    | ↑  | →  |    |    |    | ↓  |    |    |    |    |    |    |    |    |    | Journées non jouées Classement figé à la 28e journée | Journées non jouées Classement figé à la 28e journée | Journées non jouées Classement figé à la 28e journée | Journées non jouées Classement figé à la 28e journée | Journées non jouées Classement figé à la 28e journée | Journées non jouées Classement figé à la 28e journée | Journées non jouées Classement figé à la 28e journée | Journées non jouées Classement figé à la 28e journée | Journées non jouées Classement figé à la 28e journée | Journées non jouées Classement figé à la 28e journée |
| 3e      |    |    |    |    |    |    |    |    |    |    |    |    |    |    |    |    |    |    |    |    |    |    |    |    |    |    |    |    | Journées non jouées Classement figé à la 28e journée | Journées non jouées Classement figé à la 28e journée | Journées non jouées Classement figé à la 28e journée | Journées non jouées Classement figé à la 28e journée | Journées non jouées Classement figé à la 28e journée | Journées non jouées Classement figé à la 28e journée | Journées non jouées Classement figé à la 28e journée | Journées non jouées Classement figé à la 28e journée | Journées non jouées Classement figé à la 28e journée | Journées non jouées Classement figé à la 28e journée |
| 4e      |    |    |    |    |    |    |    |    |    |    |    |    | ↓  |    |    |    |    |    |    |    |    |    |    |    |    |    |    |    | Journées non jouées Classement figé à la 28e journée | Journées non jouées Classement figé à la 28e journée | Journées non jouées Classement figé à la 28e journée | Journées non jouées Classement figé à la 28e journée | Journées non jouées Classement figé à la 28e journée | Journées non jouées Classement figé à la 28e journée | Journées non jouées Classement figé à la 28e journée | Journées non jouées Classement figé à la 28e journée | Journées non jouées Classement figé à la 28e journée | Journées non jouées Classement figé à la 28e journée |
| 5e      |    |    |    |    |    |    |    |    |    |    |    |    |    |    |    |    |    |    |    |    |    |    |    |    |    |    |    |    | Journées non jouées Classement figé à la 28e journée | Journées non jouées Classement figé à la 28e journée | Journées non jouées Classement figé à la 28e journée | Journées non jouées Classement figé à la 28e journée | Journées non jouées Classement figé à la 28e journée | Journées non jouées Classement figé à la 28e journée | Journées non jouées Classement figé à la 28e journée | Journées non jouées Classement figé à la 28e journée | Journées non jouées Classement figé à la 28e journée | Journées non jouées Classement figé à la 28e journée |
| 6e      |    |    |    |    |    |    |    |    |    |    |    |    |    |    |    |    |    |    |    |    |    |    |    |    |    |    |    |    | Journées non jouées Classement figé à la 28e journée | Journées non jouées Classement figé à la 28e journée | Journées non jouées Classement figé à la 28e journée | Journées non jouées Classement figé à la 28e journée | Journées non jouées Classement figé à la 28e journée | Journées non jouées Classement figé à la 28e journée | Journées non jouées Classement figé à la 28e journée | Journées non jouées Classement figé à la 28e journée | Journées non jouées Classement figé à la 28e journée | Journées non jouées Classement figé à la 28e journée |
| 7e      |    |    |    |    |    |    |    |    |    |    |    |    |    |    |    |    |    |    |    |    |    |    |    |    |    |    |    |    | Journées non jouées Classement figé à la 28e journée | Journées non jouées Classement figé à la 28e journée | Journées non jouées Classement figé à la 28e journée | Journées non jouées Classement figé à la 28e journée | Journées non jouées Classement figé à la 28e journée | Journées non jouées Classement figé à la 28e journée | Journées non jouées Classement figé à la 28e journée | Journées non jouées Classement figé à la 28e journée | Journées non jouées Classement figé à la 28e journée | Journées non jouées Classement figé à la 28e journée |
| 8e      |    |    |    |    |    |    |    |    |    |    |    |    |    |    |    |    |    |    |    |    |    |    |    |    |    |    |    |    | Journées non jouées Classement figé à la 28e journée | Journées non jouées Classement figé à la 28e journée | Journées non jouées Classement figé à la 28e journée | Journées non jouées Classement figé à la 28e journée | Journées non jouées Classement figé à la 28e journée | Journées non jouées Classement figé à la 28e journée | Journées non jouées Classement figé à la 28e journée | Journées non jouées Classement figé à la 28e journée | Journées non jouées Classement figé à la 28e journée | Journées non jouées Classement figé à la 28e journée |
| 9e      |    |    |    |    |    |    |    |    |    |    |    |    |    |    |    |    |    |    |    |    |    |    |    |    |    |    |    |    | Journées non jouées Classement figé à la 28e journée | Journées non jouées Classement figé à la 28e journée | Journées non jouées Classement figé à la 28e journée | Journées non jouées Classement figé à la 28e journée | Journées non jouées Classement figé à la 28e journée | Journées non jouées Classement figé à la 28e journée | Journées non jouées Classement figé à la 28e journée | Journées non jouées Classement figé à la 28e journée | Journées non jouées Classement figé à la 28e journée | Journées non jouées Classement figé à la 28e journée |
| 10e     |    |    |    |    |    |    |    |    |    |    |    |    |    |    |    |    |    |    |    |    |    |    |    |    |    |    |    |    | Journées non jouées Classement figé à la 28e journée | Journées non jouées Classement figé à la 28e journée | Journées non jouées Classement figé à la 28e journée | Journées non jouées Classement figé à la 28e journée | Journées non jouées Classement figé à la 28e journée | Journées non jouées Classement figé à la 28e journée | Journées non jouées Classement figé à la 28e journée | Journées non jouées Classement figé à la 28e journée | Journées non jouées Classement figé à la 28e journée | Journées non jouées Classement figé à la 28e journée |
| 11e     |    |    |    |    |    |    |    |    |    |    |    |    |    |    |    |    |    |    |    |    |    |    |    |    |    |    |    |    | Journées non jouées Classement figé à la 28e journée | Journées non jouées Classement figé à la 28e journée | Journées non jouées Classement figé à la 28e journée | Journées non jouées Classement figé à la 28e journée | Journées non jouées Classement figé à la 28e journée | Journées non jouées Classement figé à la 28e journée | Journées non jouées Classement figé à la 28e journée | Journées non jouées Classement figé à la 28e journée | Journées non jouées Classement figé à la 28e journée | Journées non jouées Classement figé à la 28e journée |
| 12e     |    |    |    |    |    |    |    |    |    |    |    |    |    |    |    |    |    |    |    |    |    |    |    |    |    |    |    |    | Journées non jouées Classement figé à la 28e journée | Journées non jouées Classement figé à la 28e journée | Journées non jouées Classement figé à la 28e journée | Journées non jouées Classement figé à la 28e journée | Journées non jouées Classement figé à la 28e journée | Journées non jouées Classement figé à la 28e journée | Journées non jouées Classement figé à la 28e journée | Journées non jouées Classement figé à la 28e journée | Journées non jouées Classement figé à la 28e journée | Journées non jouées Classement figé à la 28e journée |
| 13e     |    |    |    |    |    |    |    |    |    |    |    |    |    |    |    |    |    |    |    |    |    |    |    |    |    |    |    |    | Journées non jouées Classement figé à la 28e journée | Journées non jouées Classement figé à la 28e journée | Journées non jouées Classement figé à la 28e journée | Journées non jouées Classement figé à la 28e journée | Journées non jouées Classement figé à la 28e journée | Journées non jouées Classement figé à la 28e journée | Journées non jouées Classement figé à la 28e journée | Journées non jouées Classement figé à la 28e journée | Journées non jouées Classement figé à la 28e journée | Journées non jouées Classement figé à la 28e journée |
| 14e     |    |    |    |    |    |    |    |    |    |    |    |    |    |    |    |    |    |    |    |    |    |    |    |    |    |    |    |    | Journées non jouées Classement figé à la 28e journée | Journées non jouées Classement figé à la 28e journée | Journées non jouées Classement figé à la 28e journée | Journées non jouées Classement figé à la 28e journée | Journées non jouées Classement figé à la 28e journée | Journées non jouées Classement figé à la 28e journée | Journées non jouées Classement figé à la 28e journée | Journées non jouées Classement figé à la 28e journée | Journées non jouées Classement figé à la 28e journée | Journées non jouées Classement figé à la 28e journée |
| 15e     |    |    |    |    |    |    |    |    |    |    |    |    |    |    |    |    |    |    |    |    |    |    |    |    |    |    |    |    | Journées non jouées Classement figé à la 28e journée | Journées non jouées Classement figé à la 28e journée | Journées non jouées Classement figé à la 28e journée | Journées non jouées Classement figé à la 28e journée | Journées non jouées Classement figé à la 28e journée | Journées non jouées Classement figé à la 28e journée | Journées non jouées Classement figé à la 28e journée | Journées non jouées Classement figé à la 28e journée | Journées non jouées Classement figé à la 28e journée | Journées non jouées Classement figé à la 28e journée |
| 16e     |    |    |    |    |    |    |    |    |    |    |    |    |    |    |    |    |    |    |    |    |    |    |    |    |    |    |    |    | Journées non jouées Classement figé à la 28e journée | Journées non jouées Classement figé à la 28e journée | Journées non jouées Classement figé à la 28e journée | Journées non jouées Classement figé à la 28e journée | Journées non jouées Classement figé à la 28e journée | Journées non jouées Classement figé à la 28e journée | Journées non jouées Classement figé à la 28e journée | Journées non jouées Classement figé à la 28e journée | Journées non jouées Classement figé à la 28e journée | Journées non jouées Classement figé à la 28e journée |
| 17e     |    |    |    |    |    |    |    |    |    |    |    |    |    |    |    |    |    |    |    |    |    |    |    |    |    |    |    |    | Journées non jouées Classement figé à la 28e journée | Journées non jouées Classement figé à la 28e journée | Journées non jouées Classement figé à la 28e journée | Journées non jouées Classement figé à la 28e journée | Journées non jouées Classement figé à la 28e journée | Journées non jouées Classement figé à la 28e journée | Journées non jouées Classement figé à la 28e journée | Journées non jouées Classement figé à la 28e journée | Journées non jouées Classement figé à la 28e journée | Journées non jouées Classement figé à la 28e journée |
| 18e     |    |    |    |    |    |    |    |    |    |    |    |    |    |    |    |    |    |    |    |    |    |    |    |    |    |    |    |    | Journées non jouées Classement figé à la 28e journée | Journées non jouées Classement figé à la 28e journée | Journées non jouées Classement figé à la 28e journée | Journées non jouées Classement figé à la 28e journée | Journées non jouées Classement figé à la 28e journée | Journées non jouées Classement figé à la 28e journée | Journées non jouées Classement figé à la 28e journée | Journées non jouées Classement figé à la 28e journée | Journées non jouées Classement figé à la 28e journée | Journées non jouées Classement figé à la 28e journée |
| 19e     |    |    |    |    |    |    |    |    |    |    |    |    |    |    |    |    |    |    |    |    |    |    |    |    |    |    |    |    | Journées non jouées Classement figé à la 28e journée | Journées non jouées Classement figé à la 28e journée | Journées non jouées Classement figé à la 28e journée | Journées non jouées Classement figé à la 28e journée | Journées non jouées Classement figé à la 28e journée | Journées non jouées Classement figé à la 28e journée | Journées non jouées Classement figé à la 28e journée | Journées non jouées Classement figé à la 28e journée | Journées non jouées Classement figé à la 28e journée | Journées non jouées Classement figé à la 28e journée |
| 20e     |    |    |    |    |    |    |    |    |    |    |    |    |    |    |    |    |    |    |    |    |    |    |    |    |    |    |    |    | Journées non jouées Classement figé à la 28e journée | Journées non jouées Classement figé à la 28e journée | Journées non jouées Classement figé à la 28e journée | Journées non jouées Classement figé à la 28e journée | Journées non jouées Classement figé à la 28e journée | Journées non jouées Classement figé à la 28e journée | Journées non jouées Classement figé à la 28e journée | Journées non jouées Classement figé à la 28e journée | Journées non jouées Classement figé à la 28e journée | Journées non jouées Classement figé à la 28e journée |

#### Bilan par adversaires
| Rang | Équipe                 | Pts | J | G | N | P | Bp | Bc | Diff |
| ---- | ---------------------- | --- | - | - | - | - | -- | -- | ---- |
| 1    | FC Sochaux-Montbéliard | 6   | 2 | 2 | 0 | 0 | 5  | 0  | +5   |
| 2    | Le Mans FC             | 6   | 2 | 2 | 0 | 0 | 6  | 3  | +3   |
| 3    | SM Caen                | 6   | 2 | 2 | 0 | 0 | 4  | 2  | +2   |
| 4    | Rodez AF               | 6   | 2 | 2 | 0 | 0 | 3  | 1  | +2   |
| 5    | AS Nancy-Lorraine      | 4   | 2 | 1 | 1 | 0 | 3  | 2  | +1   |
| 6    | US Orléans             | 3   | 1 | 1 | 0 | 0 | 4  | 0  | +4   |
| 7    | Chamois niortais       | 3   | 1 | 1 | 0 | 0 | 4  | 1  | +3   |
| 8    | Paris FC               | 3   | 1 | 1 | 0 | 0 | 3  | 0  | +3   |
| 9    | LB Châteauroux         | 3   | 1 | 1 | 0 | 0 | 3  | 1  | +2   |
| 10   | Clermont Foot 63       | 3   | 2 | 1 | 0 | 1 | 2  | 1  | +1   |
| 10   | Grenoble Foot 38       | 3   | 1 | 1 | 0 | 0 | 2  | 1  | +1   |
| 12   | AJ Auxerre             | 3   | 1 | 1 | 0 | 0 | 1  | 0  | +1   |
| 13   | FC Chambly Oise        | 3   | 2 | 1 | 0 | 1 | 2  | 2  | 0    |
| 14   | Le Havre AC            | 1   | 1 | 0 | 1 | 0 | 2  | 2  | 0    |
| 15   | AC Ajaccio             | 1   | 2 | 0 | 1 | 1 | 0  | 1  | -1   |
| 16   | RC Lens                | 0   | 1 | 0 | 0 | 1 | 0  | 1  | -1   |
| 16   | ES Troyes AC           | 0   | 1 | 0 | 0 | 1 | 0  | 1  | -1   |
| 18   | Valenciennes FC        | 0   | 1 | 0 | 0 | 1 | 0  | 3  | -3   |
| 19   | EA Guingamp            | 0   | 2 | 0 | 0 | 2 | 1  | 3  | -2   |

## Coupes

### Coupe de la Ligue 2019-2020
Contrairement à l'édition précédente (élimination en 1/8 de finale face à l'AS Monaco), l'aventure lorientaise en Coupe de la Ligue ne fait pas long feu. Le tirage au sort est pourtant heureux pour le FCL puisqu'ils héritent de la seule équipe de Ligue 2 à ne pas avoir pris de point sur les trois premières journées de championnat, Le Mans FC. Cependant, ce sont les promus jusqu'alors en méforme qui ouvrent le score de la tête avant la pause par Bevic Moussiti-Oko. Ceux-ci doublent la mise à l'heure de jeu ; Harrison Manzala élimine magnifiquement trois joueurs lorientais puis sert Stéphane Diarra qui trompe Nardi. Malgré l'exclusion du Manceau Alexandre Vardin et la réduction du score de Hamel, les Merlus se font surprendre dès le 1er tour et ne sont désormais plus engagés que dans deux compétitions.
La Coupe de la Ligue étant supprimée à la suite de l'édition 2019-2020, cette défaite contre Le Mans représente donc le dernier match du FC Lorient dans cette compétition.

### Coupe de France 2019-2020
Après son élimination en Coupe de la Ligue, l'espoir d'une épopée en coupe repose uniquement sur la Coupe de France. 
Pour leur entrée en compétition, les Tangos affrontent l'En avant Guingamp au Moustoir dans un choc breton qui s'annonce équilibré. Pourtant, Bozok parvient à ouvrir le score dès la 6e minute sur un centre de Laurienté. Après la reprise, Cabot décale sur Laurienté qui frappe au premier poteau dans un angle fermé pour tromper le gardien guingampais Théo Guivarch. Enfin, à l'entrée des dix dernières minutes, Christophe Kerbrat inscrit un but contre son camp et scelle définitivement le sort de la rencontre. Le FCL passe ce 7e tour piège et montre qu'il ne compte pas faire l'impasse sur la compétition.
Un mois plus tard, les Merlus se rendent sur la pelouse d'un voisin évoluant en National 3, le Stade pontivyen. Les trente premières minutes sont largement à l'avantage des Lorientais mais le score reste vierge à la pause. Au retour des vestiaires, Houboulang Mendes centre sur Bozok qui crucifie le portier pontivyen Dan Ayoul. Malgré un réveil des locaux en fin de match, le score reste inchangé et le FC Lorient s'impose sur la plus petite des marges au Stade du Faubourg de Verdun (1-0).
En 32es de finale, les hommes de Pélissier, alors dans une forme exceptionnelle en championnat, accueillent le Stade brestois 29 pour un troisième derby breton. A la 22e minute, Marveaux transforme un pénalty obtenu après une faute sur Wissa mais un quart d'heure plus tard, Gaëtan Charbonnier, bien servi par Cristian Battocchio, remet les deux formations dos à dos. La seconde période est disputée mais personne ne parvient à prendre l'avantage à l'issue des 90 premières minutes. Alors qu'on se dirige vers une séance de tirs au but, Kitala trouve Wissa dans la surface qui libère le Moustoir en poussant le ballon aux fonds des filets brestois. Lorient crée donc la surprise en l'emportant sur un club de Ligue 1 (2-1) et fonce en 16es de finale.
S'ensuit un tirage au sort rêvé pour certains, cauchemardesque pour d'autres : celui du Paris Saint-Germain. Quatre ans après s'être heurtés au PSG en demi-finale (0-1), les Lorientais doivent une nouvelle fois composer avec l'accueil au Moustoir de l'ultra favori de la compétition. Un exploit est donc demandé aux Merlus, qui ont pour obligation de transformer leurs occasions dangereuses. A la 35e minute, Hergault décale sur Cabot qui centre parfaitement en première intention sur la tête de Wissa mais ce dernier croise trop sa tête. Après avoir résisté et rivalisé avec les Parisiens en 1re mi-temps, les Bretons souffrent davantage après la pause, et plus particulièrement dans le dernier quart d'heure, qui voit l'équipe coachée par Thomas Tuchel pousser pour éviter les prolongations. Le détonateur est finalement Pablo Sarabia qui après avoir vu sa frappe détournée par Nardi à la 79e minute, le trompe de la tête deux minutes plus tard. Une nouvelle fois, le FC Lorient a donné du fil à retordre au PSG mais cela se conclut de nouveau par une défaite. L'honorable parcours lorientais en Coupe de France s'achève donc le 19 janvier en 16e de finale.

## Affluences

### Affluences match par match
Ce graphique représente le nombre de spectateurs (en milliers) lors de chaque rencontre à domicile du FC Lorient.
Dans un contexte de pandémie excluant tout rassemblement important, l'espoir de voir des tribunes remplies à partir de la période de confinement s'est rapidement éteint. Finalement, il est annoncé que les rencontres de fin de saison ne se joueront pas ; c'est pourquoi le FCL n'accueillera pas Le Havre AC, le RC Lens, la Berrichonne de Châteauroux, l'US Orléans et le Valenciennes FC cette saison.
Total de 153 774 spectateurs en 18 matchs à domicile (8 543/match).
Total de 113 974 spectateurs en 14 matchs à domicile (8 141/match) en Ligue 2.
Total de 32 346 spectateurs en 3 matchs à domicile (10 782/match) en Coupe de France.
Total de 7 454 spectateurs en 1 match à domicile (7 454/match) en Coupe de la Ligue.

### Plus grosses affluences de la saison au Stade Yves Allainmat / du Moustoir
| Rang | Adversaire        | Journée/Tour                    | Date            | Affluence |
| 1    | Paris SG          | 16e de finale (Coupe de France) | 19 janvier 2020 | 14 000    |
| 2    | EA Guingamp       | J6                              | 31 août 2019    | 13 753    |
| 3    | ESTAC Troyes      | J12                             | 26 octobre 2019 | 11 617    |
| 4    | Stade brestois 29 | 32e de finale (Coupe de France) | 5 janvier 2020  | 10 686    |
| 5    | Paris FC          | J1                              | 29 juillet 2019 | 9 065     |

### Plus faibles affluences de la saison au Stade Yves Allainmat / du Moustoir
| Rang | Match            | Journée | Date              | Affluence |
| 1    | Grenoble Foot 38 | J16     | 29 novembre 2019  | 6 284     |
| 2    | Le Mans FC       | J23     | 4 février 2020    | 6 363     |
| 3    | AJ Auxerre       | J18     | 13 décembre 2019  | 6 844     |
| 4    | Rodez AF         | J8      | 23 septembre 2019 | 6 973     |
| 5    | FC Chambly Oise  | J27     | 29 février 2020   | 7 041     |

## Statistiques diverses

### Equipe-type
Cette équipe est composée des joueurs lorientais comptant le plus de titularisations cette saison en championnat et en coupe.
| \| No. \| Pos. \| Joueur \| Titulaire[Note 3] \| \| --- \| ---- \| ----------------- \| ----------------- \| \| 30 \| GB \| Paul Nardi \| 31 \| \| 2 \| DC \| Julien Laporte \| 27 \| \| 32 \| DC \| Matthieu Saunier \| 24 \| \| 19 \| DD \| Jérôme Hergault \| 18 \| \| 17 \| DG \| Vincent Le Goff \| 29 \| \| 25 \| MR \| Fabien Lemoine \| 26 \| \| 14 \| MR \| Laurent Abergel \| 28 \| \| 8 \| MO \| Enzo Le Fée \| 21 \| \| 11 \| AiD \| Jimmy Cabot \| 22 \| \| 9 \| AiG \| Yoane Wissa \| 27 \| \| 29 \| AC \| Pierre-Yves Hamel \| 24 \| | Nardi Laporte Saunier Hergault Le Goff Le Fée Lemoine (C) Wissa Cabot Hamel Abergel 4-2-3-1 |                   |           |
| No. | Pos.                                                                                        | Joueur            | Titulaire |
| 30 | GB                                                                                          | Paul Nardi        | 31        |
| 2 | DC                                                                                          | Julien Laporte    | 27        |
| 32 | DC                                                                                          | Matthieu Saunier  | 24        |
| 19 | DD                                                                                          | Jérôme Hergault   | 18        |
| 17 | DG                                                                                          | Vincent Le Goff   | 29        |
| 25 | MR                                                                                          | Fabien Lemoine    | 26        |
| 14 | MR                                                                                          | Laurent Abergel   | 28        |
| 8 | MO                                                                                          | Enzo Le Fée       | 21        |
| 11 | AiD                                                                                         | Jimmy Cabot       | 22        |
| 9 | AiG                                                                                         | Yoane Wissa       | 27        |
| 29 | AC                                                                                          | Pierre-Yves Hamel | 24        |

### Statistiques collectives
| Compétition       | Débute au tour | Termine        | Matches joués | Gagnés | Nuls | Perdus | Buts pour | Buts contre | Différence |
| ----------------- | -------------- | -------------- | ------------- | ------ | ---- | ------ | --------- | ----------- | ---------- |
| Ligue 2           | -              | -              | 28            | 17     | 3    | 8      | 45        | 25          | +20        |
| Coupe de la Ligue | Premier tour   | Premier tour   | 1             | 0      | 0    | 1      | 1         | 2           | -1         |
| Coupe de France   | Septième tour  | 1/16 de finale | 4             | 3      | 0    | 1      | 5         | 3           | +2         |
| Total             | -              | -              | 33            | 20     | 3    | 10     | 51        | 30          | +21        |

### Statistiques individuelles
Ce tableau comprend les statistiques de tous les joueurs ayant pris part à au moins un match avec le FC Lorient cette saison.
(Mis à jour le 9 mars 2020)
| N° | P. | Nat. | Nom                   | Championnat | Championnat | Championnat | Championnat    | Championnat | Championnat  | Coupe de France | Coupe de France | Coupe de France | Coupe de France | Coupe de France | Coupe de France | Coupe de la Ligue | Coupe de la Ligue | Coupe de la Ligue | Coupe de la Ligue | Coupe de la Ligue | Coupe de la Ligue | Total | Total | Total       | Total          | Total  | Total        |
| N° | P. | Nat. | Nom                   | M.j.        | Min.        | But inscrit | Passe décisive | Averti      | Carton rouge | M.j.            | Min.            | But inscrit     | Passe décisive  | Averti          | Carton rouge    | M.j.              | Min.              | But inscrit       | Passe décisive    | Averti            | Carton rouge      | M.j.  | Min.  | But inscrit | Passe décisive | Averti | Carton rouge |
| -- | -- | ---- | --------------------- | ----------- | ----------- | ----------- | -------------- | ----------- | ------------ | --------------- | --------------- | --------------- | --------------- | --------------- | --------------- | ----------------- | ----------------- | ----------------- | ----------------- | ----------------- | ----------------- | ----- | ----- | ----------- | -------------- | ------ | ------------ |
| 5  | D  |      | Thomas Fontaine       | 16          | 1121'       | 0           | 0              | 2           | 0            | 3               | 300'            | 0               | 0               | 0               | 0               | 1                 | 90'               | 0                 | 0                 | 0                 | 0                 | 20    | 1511' | 0           | 0              | 2      | 0            |
| 6  | M  |      | Laurent Abergel       | 25          | 2203'       | 2           | 1              | 6           | 0            | 4               | 328'            | 0               | 0               | 1               | 0               | 1                 | 45'               | 0                 | 0                 | 0                 | 0                 | 30    | 2576' | 2           | 1              | 7      | 0            |
| 8  | M  |      | Maxime Etuin          | 1           | 14'         | 0           | 0              | 0           | 1            | 1               | 23'             | 0               | 0               | 0               | 0               | 1                 | 90'               | 0                 | 0                 | 0                 | 0                 | 3     | 127'  | 0           | 0              | 0      | 1            |
| 9  | A  |      | Umut Bozok            | 16          | 709'        | 2           | 1              | 1           | 0            | 3               | 205'            | 2               | 0               | 1               | 0               | 1                 | 90'               | 0                 | 1                 | 0                 | 0                 | 20    | 1004' | 4           | 2              | 2      | 0            |
| 10 | A  |      | Alexis Claude-Maurice | 2           | 104'        | 1           | 1              | 0           | 0            | 0               | 0'              | 0               | 0               | 0               | 0               | 0                 | 0'                | 0                 | 0                 | 0                 | 0                 | 2     | 104'  | 1           | 1              | 0      | 0            |
| 11 | M  |      | Mohamed Mara          | 3           | 76'         | 0           | 0              | 0           | 0            | 0               | 0'              | 0               | 0               | 0               | 0               | 1                 | 45'               | 0                 | 0                 | 0                 | 0                 | 4     | 121'  | 0           | 0              | 0      | 0            |
| 11 | A  |      | Yann Kitala           | 10          | 343'        | 2           | 0              | 0           | 0            | 4               | 222'            | 0               | 1               | 0               | 0               | 0                 | 0'                | 0                 | 0                 | 0                 | 0                 | 14    | 565'  | 2           | 1              | 0      | 0            |
| 14 | D  |      | Jérôme Hergault       | 16          | 1380'       | 0           | 1              | 2           | 0            | 2               | 180'            | 0               | 0               | 0               | 0               | 1                 | 45'               | 0                 | 0                 | 1                 | 0                 | 19    | 1605' | 0           | 1              | 3      | 0            |
| 15 | D  |      | Julien Laporte        | 24          | 2053'       | 1           | 0              | 5           | 0            | 3               | 300'            | 0               | 0               | 1               | 0               | 0                 | 0'                | 0                 | 0                 | 0                 | 0                 | 27    | 2353' | 1           | 0              | 6      | 0            |
| 17 | D  |      | Houboulang Mendes     | 3           | 270'        | 0           | 0              | 0           | 0            | 2               | 210'            | 0               | 1               | 0               | 0               | 0                 | 0'                | 0                 | 0                 | 0                 | 0                 | 5     | 480'  | 0           | 1              | 0      | 0            |
| 18 | M  |      | Fabien Lemoine        | 25          | 2160'       | 0           | 0              | 6           | 1            | 1               | 95'             | 0               | 0               | 0               | 0               | 0                 | 0'                | 0                 | 0                 | 0                 | 0                 | 26    | 2255' | 0           | 0              | 6      | 1            |
| 19 | A  |      | Yoane Wissa           | 28          | 2115'       | 15          | 2              | 4           | 1            | 4               | 231'            | 1               | 0               | 0               | 0               | 0                 | 0'                | 0                 | 0                 | 0                 | 0                 | 32    | 2346' | 16          | 2              | 4      | 1            |
| 20 | D  |      | Matthieu Saunier      | 22          | 1827'       | 1           | 0              | 2           | 1            | 2               | 180'            | 0               | 0               | 0               | 0               | 0                 | 0'                | 0                 | 0                 | 0                 | 0                 | 24    | 2007' | 1           | 0              | 2      | 1            |
| 21 | D  |      | Samuel Loric          | 0           | 0'          | 0           | 0              | 0           | 0            | 0               | 0'              | 0               | 0               | 0               | 0               | 1                 | 90'               | 0                 | 0                 | 0                 | 0                 | 1     | 90'   | 0           | 0              | 0      | 0            |
| 22 | M  |      | Jonathan Delaplace    | 7           | 476'        | 0           | 1              | 0           | 0            | 0               | 0'              | 0               | 0               | 0               | 0               | 0                 | 0'                | 0                 | 0                 | 0                 | 0                 | 7     | 476'  | 0           | 1              | 0      | 0            |
| 23 | D  |      | Quentin Lecoeuche     | 12          | 286'        | 0           | 0              | 0           | 0            | 3               | 192'            | 0               | 0               | 0               | 0               | 1                 | 90'               | 0                 | 0                 | 0                 | 0                 | 16    | 568'  | 0           | 0              | 0      | 0            |
| 24 | M  |      | Franklin Wadja        | 7           | 284'        | 0           | 0              | 1           | 0            | 2               | 180'            | 0               | 0               | 1               | 0               | 1                 | 90'               | 0                 | 0                 | 0                 | 0                 | 10    | 554'  | 0           | 0              | 2      | 0            |
| 25 | D  |      | Vincent Le Goff       | 27          | 2430'       | 1           | 7              | 4           | 0            | 2               | 210'            | 0               | 0               | 0               | 0               | 0                 | 0'                | 0                 | 0                 | 0                 | 0                 | 29    | 2640' | 1           | 7              | 4      | 0            |
| 27 | M  |      | Jimmy Cabot           | 27          | 1722'       | 4           | 2              | 4           | 0            | 4               | 320'            | 0               | 1               | 0               | 0               | 1                 | 45'               | 0                 | 0                 | 0                 | 0                 | 32    | 2087' | 4           | 3              | 4      | 0            |
| 28 | M  |      | Armand Laurienté      | 19          | 993'        | 2           | 5              | 0           | 0            | 4               | 223'            | 1               | 1               | 1               | 0               | 0                 | 0'                | 0                 | 0                 | 0                 | 0                 | 23    | 1216' | 3           | 6              | 1      | 0            |
| 29 | A  |      | Pierre-Yves Hamel     | 26          | 1883'       | 9           | 6              | 4           | 0            | 2               | 155'            | 0               | 0               | 0               | 0               | 1                 | 34'               | 1                 | 0                 | 0                 | 0                 | 29    | 2072' | 10          | 6              | 4      | 0            |
| 30 | G  |      | Paul Nardi            | 28          | 2520'       | 0           | 0              | 0           | 0            | 3               | 300'            | 0               | 0               | 0               | 0               | 0                 | 0'                | 0                 | 0                 | 0                 | 0                 | 31    | 2820' | 0           | 0              | 0      | 0            |
| 31 | M  |      | Enzo Le Fée           | 26          | 1753'       | 0           | 2              | 1           | 0            | 2               | 146'            | 0               | 0               | 0               | 0               | 1                 | 90'               | 0                 | 0                 | 0                 | 0                 | 29    | 1989' | 0           | 2              | 1      | 0            |
| 32 | M  |      | Sylvain Marveaux      | 19          | 879'        | 3           | 1              | 0           | 0            | 2               | 71'             | 1               | 0               | 0               | 0               | 0                 | 0'                | 0                 | 0                 | 0                 | 0                 | 21    | 950'  | 4           | 1              | 0      | 0            |
| 37 | M  |      | Julien Ponceau        | 2           | 41'         | 0           | 0              | 0           | 0            | 2               | 129'            | 0               | 0               | 0               | 0               | 1                 | 56'               | 0                 | 0                 | 0                 | 0                 | 5     | 226'  | 0           | 0              | 0      | 0            |
| 40 | G  |      | Maxime Pattier        | 0           | 0'          | 0           | 0              | 0           | 0            | 1               | 90'             | 0               | 0               | 0               | 0               | 1                 | 90'               | 0                 | 0                 | 0                 | 0                 | 2     | 180'  | 0           | 0              | 0      | 0            |

### Meilleurs buteurs
- Toutes compétitions confondues : Yoane Wissa (16 buts)
- Ligue 2 : Yoane Wissa (15 buts)
- Coupe de la Ligue : Pierre-Yves Hamel (1 but)
- Coupe de France : Umut Bozok (2 buts)

### Meilleurs passeurs
- Toutes compétitions confondues : Vincent Le Goff (7 passes décisives)
- Ligue 2 : Vincent Le Goff (7 passes décisives)
- Coupe de la Ligue : Umut Bozok (1 passe décisive)
- Coupe de France : Armand Laurienté, Jimmy Cabot, Yann Kitala et Houboulang Mendes (1 passe décisive)

### Buts

#### En Ligue 2
- Nombre de buts marqués : 45 (5 sur pénalty)
- Premier but de la saison : Jimmy Cabot 11' (FCL-PFC, 1re journée)
- Premier penalty : Alexis Claude-Maurice 70' (ASNL-FCL, 3e journée)
- Premier doublé : Yoane Wissa 16', 38' (LMFC-FCL, 5e journée)
- But le plus rapide d'une rencontre : Umut Bozok 1' (HAC-FCL, 11e journée)
- But le plus tardif d'une rencontre : Yann Kitala 90+5' (FCL-LMFC, 23e journée)
- Plus grande marge de victoire à domicile : 3-0 (FCL-PFC, 1re journée) et 4-1 (FCL-CNFC, 14e journée)
- Plus grande marge de victoire à l'extérieur : 0-4 (USO-FCL, 17e journée) et (FCSM-FCL, 22e journée)
- Plus grand nombre de buts marqués : 4 (FCL-CNFC, 14e journée), (USO-FCL, 17e journée), (FCSM-FCL, 22e journée) et (FCL-LMFC, 23e journée)
- Plus grand nombre de buts marqués en une mi-temps : 4 (FCL-CNFC, 14e journée)

### Discipline

#### En Ligue 2
- Nombre de cartons jaunes : 42
- Nombre de cartons rouges : 4
- Joueur ayant obtenu le plus de cartons jaunes : Fabien Lemoine et Laurent Abergel (6 )
- Premier carton jaune : Matthieu Saunier 47' (SMC-FCL, 2e journée)
- Premier carton rouge : Yoane Wissa 78' (ASNL-FCL, 3e journée)
- Carton jaune le plus rapide : Fabien Lemoine 19' (LBC-FCL, 15e journée)
- Carton jaune le plus tardif : Vincent Le Goff 90+3' (SMC-FCL, 2e journée)
- Carton rouge le plus rapide : Matthieu Saunier 45+3' (VFC-FCL, 19e journée)
- Carton rouge le plus tardif : Maxime Étuin 89' (CF63-FCL, 7e journée)
- Plus grand nombre de cartons jaunes dans un match : 5
- Plus grand nombre de cartons rouges dans un match : 1

#### En Coupe de la Ligue
- Nombre de cartons jaunes : 1
- Nombre de cartons rouges : 0

#### En Coupe de France
- Nombre de cartons jaunes : 5
- Nombre de cartons rouges : 0

#### Toutes compétitions confondues
- Joueur ayant le plus joué : Paul Nardi (2820 minutes de jeu)
- Joueur de champ ayant le plus joué : Vincent Le Goff (2640 minutes de jeu)

#### En Ligue 2
- Joueur ayant le plus joué: Paul Nardi (2520 minutes de jeu)
- Joueur de champ ayant le plus joué : Vincent Le Goff (2430 minutes de jeu)

#### En Coupe de la Ligue
- Joueur ayant le plus joué : 8 joueurs (90 minutes de jeu)

#### En Coupe de France
- Joueur ayant le plus joué : Laurent Abergel (328 minutes de jeu)

### Récompenses
- Trophées UNFP "Joueur du mois" : 2 (Yoane Wissa (septembre[13] et janvier[14]))

## Équipe réserve et jeunes

### Équipe réserve
L'équipe réserve du FC Lorient sert de tremplin vers le groupe professionnel pour les jeunes du centre de formation ainsi que de recours pour les joueurs de retour de blessure ou en manque de temps de jeu. Elle est entraînée par Arnaud Le Lan.
Pour la saison 2019-2020, elle évolue de nouveau dans le groupe B du Championnat de France de football de National 2, soit le quatrième niveau de la hiérarchie du football en France.
Classement de National 2 2019-2020 (Groupe B)
| Rang | Équipe                   | Pts | J  | G  | N  | P  | Bp | Bc | Diff |
| ---- | ------------------------ | --- | -- | -- | -- | -- | -- | -- | ---- |
| 1    | Stade Briochin           | 46  | 21 | 14 | 4  | 3  | 38 | 22 | +16  |
| 2    | C' Chartres Football     | 44  | 21 | 13 | 5  | 3  | 42 | 19 | +23  |
| 3    | FC Rouen P               | 39  | 20 | 11 | 6  | 3  | 23 | 15 | +8   |
| 4    | US Granville             | 38  | 21 | 11 | 5  | 5  | 22 | 21 | +1   |
| 5    | Vannes OC                | 35  | 21 | 9  | 8  | 4  | 35 | 24 | +11  |
| 6    | FC Gobelins P            | 30  | 21 | 9  | 3  | 9  | 32 | 29 | +3   |
| 7    | FC Lorient rés.          | 30  | 21 | 8  | 6  | 7  | 19 | 19 | 0    |
| 8    | FC Fleury 91             | 29  | 21 | 8  | 5  | 8  | 24 | 23 | +1   |
| 9    | US Saint-Malo            | 28  | 20 | 7  | 7  | 6  | 23 | 22 | +1   |
| 10   | Angers SCO rés. P        | 27  | 21 | 6  | 9  | 6  | 21 | 19 | +2   |
| 11   | En avant Guingamp rés. P | 23  | 21 | 7  | 2  | 12 | 30 | 34 | -4   |
| 12   | Entente SSG R            | 23  | 21 | 5  | 8  | 8  | 20 | 24 | -4   |
| 13   | AS Poissy                | 22  | 21 | 4  | 10 | 7  | 28 | 32 | -4   |
| 14   | AS Vitré                 | 18  | 21 | 2  | 12 | 7  | 19 | 26 | -7   |
| 15   | CMS Oissel               | 13  | 21 | 2  | 7  | 12 | 18 | 38 | -20  |
| 16   | FC Mantois               | 6   | 21 | 1  | 3  | 17 | 7  | 34 | -27  |

|  | Promu en National. |
|  | Relégué en National 3. |
|  | R Relégué de National. P Promu de National 3. Pts points ; G victoires ; N match nuls ; P défaites Bp buts marqués ; Bc buts encaissés ; Diff différence de buts |

### Centre de formation et école de foot
niveau U19 : Les U19 du FC Lorient jouent en mélange avec l’équipe réserve et la catégorie U18 ce qui permet une ascension plus rapide vers le groupe professionnel. Les U18-U19 jouent en Régional 1 Bretagne soit le deuxième échelon national et mobilisent les joueurs âgés entre 18 et 19 ans. 
niveau U17 1 : Les U17 du FC Lorient jouent pour la saison 2019-2020 en Championnat national U17 en groupe F soit le premier échelon national. L'équipe mobilise les joueurs âgés entre 16 et 17 ans.
niveau U17 2 : La 2e équipe des U17 du FC Lorient joue pour la saison 2019-2020 en championnat Régional 1 Bretagne soit le deuxième échelon national. Elle mobilise les joueurs âgés entre 16 et 17 ans. 
niveau U17 féminine : L’équipe féminine du FC Lorient U17 joue pour la saison 2019-2020 en championnat Régional 1 Bretagne soit le deuxième échelon national. Elle mobilise les joueuses âgées entre 16 et 17 ans. 
niveau U15 : L'équipe mobilise les joueurs âgés entre 14 et 15 ans.
niveau U13 : L'équipe mobilise les joueurs âgés entre 12 et 13 ans.
niveau U11 : L'équipe mobilise les joueurs âgés entre 10 et 11 ans.
niveau U9 : L'équipe mobilise les joueurs âgés entre 8 et 9 ans.

## Anecdotes
Plusieurs initiatives émergent durant la période de confinement : 
- Sur Twitter, le FC Lorient se veut solidaire avec les autres clubs des championnats français en envoyant chaque jour à partir du 17 mars un message d'amitié dédié à l'un d'entre eux.
- Le 26 avril, Umut Bozok remporte la STAY INtertoto Cup, un tournoi sur le jeu FIFA 20 réunissant 64 joueurs de football qui a pour but de lever des fonds pour le personnel du National Health Service (NHS), le système de santé publique du Royaume-Uni.
- La mise en place de cagnottes visant à aider le personnel soignant et les patients malades est également mise en avant par le club breton.